# 马克斯·韦伯
马克西米利安·卡尔·埃米尔·韦伯（德語：Maximilian Karl Emil Weber，德語：[ˈveːbɐ]；1864年4月21日—1920年6月14日），小名馬克斯·韋伯，德国著名社会学家、历史学家、法学家及政治经济学家，是社会学与社会科学发展史上的核心人物之一。他的思想至今仍对社会理论和研究有重要影响。
韦伯1864年出生于埃尔福特，曾先后在柏林、哥廷根和海德堡学习法学与历史。1889年获得法学博士学位，1891年取得教授资格，之后在柏林、弗赖堡和海德堡大学任教。两年后，他与远亲玛丽安妮·施尼特格尔成婚。1897年父亲去世后，韦伯一度精神崩溃，遂而停止教学，周游四方，直至20世纪初才逐渐康复。康复后，他撰写了《新教伦理与资本主义精神》。一战期间，韦伯起初支持德国参战，但随后转而批评战争并支持民主化。他还发表了《学术作为一种志业》和《政治作为一种志业》两篇著名演讲。战后，韦伯参与组建德国民主党，但竞选公职未果，转而为《魏玛宪法》的起草提供建议。由于对政治感到失望，他重返学界，在维也纳和慕尼黑执教。1920年，韦伯因肺炎病逝，享年56岁，可能是战后西班牙流感大流行所致。遗著《经济与社会》未能完篇。
與倡導历史唯物主义的马克思、追求实证主义的涂尔干不同，韦伯更强调主觀意志在社会發展中所起的作用。韦伯的主要研究方向之一是理解理性化、世俗化与祛魅等社会进程。他提出论点，认为这些进程与资本主义和现代性密切相关。韦伯还在《新教伦理与资本主义精神》一书中指出，新教伦理对资本主义的形成起到了推动作用。韦伯随后在《世界诸宗教的经济伦理》中探讨了儒教与道教、印度教与佛教，以及古犹太教等宗教。在政府理论方面，韦伯主张，国家的本质在于对暴力的垄断。他同时将社会权威划分为三种类型：魅力型、传统型和法理型。在方法论上，韦伯还是反实证主义的代表人物。与传统的经验主义理路不同，他主张将诠释学引入社会科学研究。此外，韦伯还在经济社会学、政治社会学以及宗教社会学等领域有诸多贡献。
韦伯去世后，魏玛共和国的政治动荡以及纳粹德国的崛起，导致韦伯学派的发展一度受阻。直到战后，以塔尔科特·帕森斯为先导，学术界才逐步开展对韦伯学术思想的系统研究。其他美国及英国学者亦有所贡献。随着其著作在20世纪被不断译介，以及相关研究的展开，马克斯·韦伯逐渐被视为社会学的奠基人之一，与卡尔·马克思和埃米尔·涂尔干齐名，被广泛认为是社会科学发展史上的核心人物之一。

## 生平

### 早年生活与教育
1864年4月21日，韦伯出生在普鲁士王国萨克森省的爱尔福特市，后于1869年随家迁居柏林。韦伯的父亲老马克斯·韦伯与母亲海伦妮·法伦施泰因（Helene Fallenstein）共育有八个子女，韦伯是其中的长子。父亲老韦伯一生中担任过律师、公务员。他又是一位政治家，是普鲁士议会及德意志帝国议会的民族自由党议员。父亲积极参与公共生活，使得韦伯的家庭充满政治与学术氛围。韦伯家常常举办沙龙接待知名学者与公众人物，如哲学家威廉·狄尔泰、法学家莱文·戈尔德施密特以及历史学家特奥多尔·蒙森。年轻的韦伯和弟弟阿尔弗雷德（后亦成为社会学家）在这种浓厚的知识氛围中度过了他们的成长岁月。与此同时，韦伯的母亲海伦妮·法伦施泰因有法国胡格诺派苏谢家族的部分血统，该家族通过国际贸易和纺织业积累了丰厚财富。随着时间推移，父母间性格的分歧与婚姻关系的紧张不断影响着韦伯：父亲偏好物质享受，较少关注宗教与慈善事业；母亲则是虔诚的加尔文派信徒和慈善活动者。

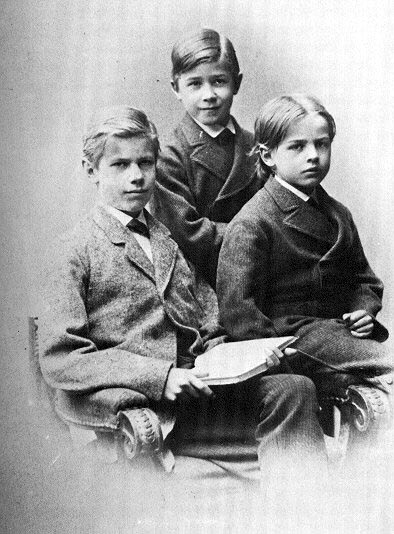
马克斯·韦伯（左）和他的两个弟弟，阿尔弗雷德（中）与卡尔（右）。摄于1879年

1870年，韦伯进入夏洛滕堡的多贝林私立学校（Doebbelinsche Privatschule），后于1872年至1882年就读于奥古斯塔皇后文理中学。在学校，韦伯对老师的乏味授课提不起兴趣，便借课堂时间偷偷阅读了作家歌德的全部四十卷作品。歌德对韦伯的思想与方法论产生了深远影响。进入大学之前，韦伯已经阅读了大量经典著作，包括哲学家伊曼努尔·康德的作品。1877年圣诞节，年仅13岁的韦伯撰写了两篇历史论文献给父母：《论德国历史的发展以及皇帝和教宗的角色》以及《论罗马帝国从君士坦丁至民族大迁徙的历史》。两年后的圣诞节，他又创作了一篇题为《对印欧民族的种族特性、发展与历史的观察》的历史论文。这三篇论文都是韦伯的原创作品，根柢自他广博的阅读面。
1882年，韦伯以法律系学生身份进入海德堡大学深造，之后又就读于柏林腓特烈·威廉大学和哥廷根大学。在求学期间，韦伯一边从事法律工作，一边担任讲师。1886年，他通过了法律实习生考试，这一考试相当于英美法律体系中的律师资格考试。1880年代后期，韦伯继续学习法律和历史。在莱文·戈尔德施密特与鲁道夫·冯·格耐斯特的指导下，韦伯于1889年获得法学博士学位，其学位论文题为《意大利城市中家庭共同体与商业协会中共同责任原则与独立资金的发展》，探讨法律史问题。这篇论文是他更大规模著作《中世纪商业合伙制度史——基于南欧文献的研究》的一部分，后者于同年出版。这一年，韦伯开始与统计学家奥古斯特·梅茨恩合作，准备完成自己的教授资格论文——即德国学术体系中的博士后资格论文。两年后，这篇论文顺利写成，题为《罗马土地制度史及其对公法与私法的意义》，主要研究罗马测量制度与本国土地法之间的关系。获得私人讲师资格后，韦伯加入腓特烈·威廉大学的教员队伍，从事授课、科研及政府顾问工作。
韦伯在大学生涯中曾多次服兵役，其中最长的一次从1883年10月持续至1884年9月。在此期间，他驻扎于斯特拉斯堡，借机在斯特拉斯堡大学旁听其叔父、历史学家赫尔曼·鲍姆加滕的课程。韦伯与鲍姆加滕关系密切，这位叔父对韦伯心中日益生发的自由主义思想以及批评俾斯麦专断统治的政治态度产生了深刻影响。韦伯曾加入海德堡德国学生同盟（一个学生兄弟会组织）。在大学的前几年，他酷爱啤酒，又热衷于学院击剑。因为决斗，韦伯的左脸留下了几道伤疤。母亲对他这些行为非常不满，1883年他第三学期结束回家时甚至扇了他一巴掌。然而，韦伯逐渐成熟，他在家庭争执中愈发支持母亲，与父亲的关系日益疏远。

### 婚姻状况、早期作品与精神崩溃

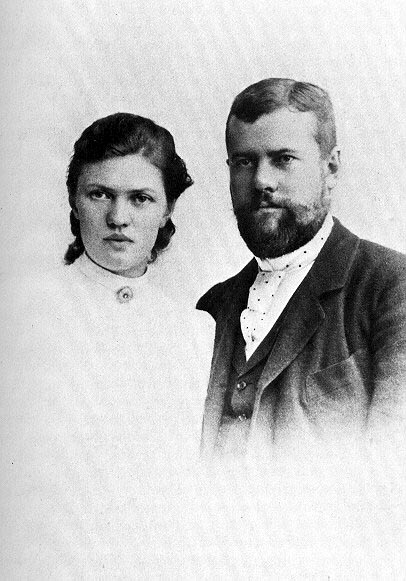
韦伯夫妇。摄于1894年

自1887年起，马克斯·韦伯与赫尔曼·鲍姆加滕的女儿埃米·鲍姆加滕（Emmy Baumgarten）保持着恋爱关系，并处于半订婚状态。五年后，由于埃米的精神状况日益恶化，韦伯不得不终止了这段感情。随后，韦伯于1893年与远房表亲玛丽安妮·施尼特格尔交往，同年9月20日成婚。这段婚姻使得韦伯在经济上独立，他搬离父母，自己成家。两人婚后未育。玛丽安妮本人是一位女性主义活动家，也是一位作家。在完成博士论文与教授资格论文期间，韦伯的学术兴趣转向了当代学术政策。他于1888年加入「社会政策协会」，这是一个以改革派思想家为主体的组织，成员多为经济历史学派学者。韦伯还积极参与政治，1890年参与创立了左翼倾向的新教社会大会，该组织以新教的视角切入有关社会问题的辩论。同年，社会政策协会发起了一项研究计划，调查「东部移民问题」（Ostflucht），即德国东部的日耳曼裔农业工人向西迁移、波兰裔农工则大量涌入德国东部的情况。韦伯被任命为该项目的负责人，最终报告的大部分内容都出自他的手笔。这份报告引发了广泛关注与争议，标志着韦伯作为社会科学家初露锋芒。
从1893年到1899年，韦伯是泛德意志同盟的成员，该组织反对波兰劳工涌入德国。关于韦伯是否支持将波兰人日耳曼化或者类似的民族主义政策，学界至今仍有争议。1894年，韦伯与妻子搬至弗赖堡，他被聘用为弗赖堡大学的经济学教授。任教期间，韦伯于1895年发表了一篇颇具煽动性的演讲《民族国家与经济政策》。在演讲中，他抨击波兰移民，同时指责容克贵族为了自身经济利益支持斯拉夫移民，不顾德国民族的整体利益。这次演讲影响了政治人物弗里德里希·瑙曼，瑙曼之后创立了民族社会协会——一个基督教社会主义兼民族主义的政治组织。韦伯本人对该协会的前景持悲观态度，协会最终仅在1903年德国联邦选举中赢获一个议席后便宣告解散。1896年，韦伯获聘成为其母校海德堡大学的经济学与金融学教授。在那里，夫妇两人成为了「韦伯圈」的核心人物，圈内成员包括格奥尔格·耶利内克、恩斯特·特勒尔奇和维尔纳·桑巴特。一些青年学者，如卢卡奇·捷尔吉与罗伯特·米契尔斯，亦加入其中。
1897年，韦伯与父亲爆发激烈争吵。然而父亲在两个月后去世，断送了和解的机会。此后，韦伯的精神状态每下愈况，越发容易受到抑郁、精神紧张与失眠的侵扰，逐渐无法胜任教授职务。他被迫申请解除教职，1899年获得批准。1898年，他曾在康斯坦茨神经病疗养院（Heilanstalt für Nervenkranke Konstanzer Hof）接受治疗，1900年又在巴特乌拉赫的另一所疗养院休养。1899年至1903年间，韦伯还前往科西嘉岛与意大利旅行，以缓解病情。1903年，韦伯彻底退出教职，直至1918年方才重返讲坛。关于韦伯与精神疾病斗争的细节，他自己曾以编年自传的形式详细记录，但遗孀玛丽安妮后来将手稿销毁。有学者认为，玛丽安妮是担心如果韦伯的精神疾病经历广为人知，会招致纳粹党的抹黑，因而才决定销毁文稿。

### 后期著述

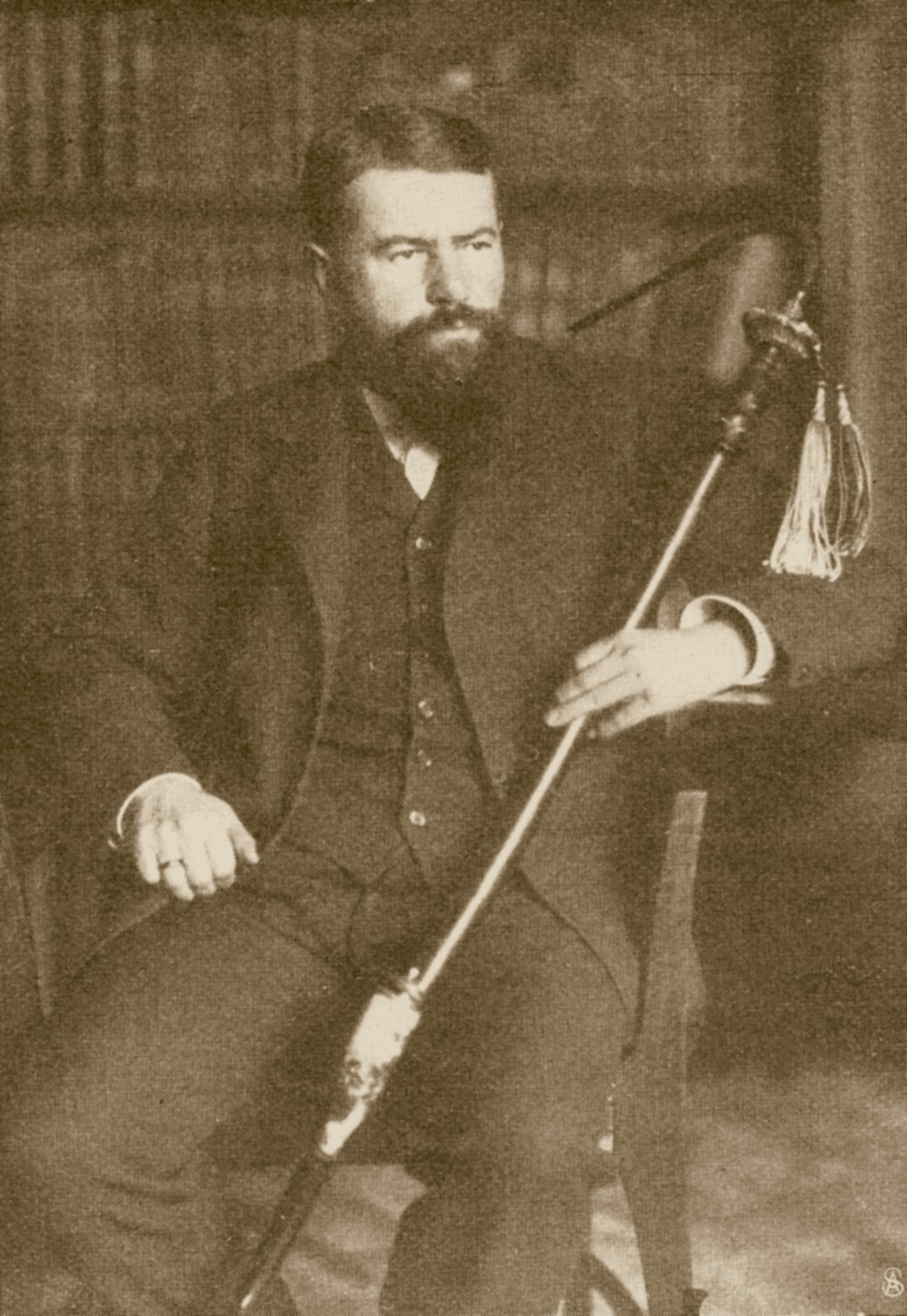
1907年的韦伯

病情有所恢复后，马克斯·韦伯于1904年应聘成为《社会科学与社会政策档案》的副主编，与埃德加·雅费、维尔纳·桑巴特共事。这次受聘促使他重返学界。在他的努力下，该期刊成为当时最重要的社会科学期刊之一。韦伯在上面发表了一些开创性著作，包括《新教伦理与资本主义精神》。这部专著是他最负盛名的作品，并为他日后有关宗教对经济体系影响的研究奠定了基础。同年，韦伯夫妇与维尔纳·桑巴特、恩斯特·特勒尔奇等德国学者一同受邀前往圣路易斯，出席在路易斯安那购地博览会举办期间召开的「艺术与科学大会」。夫妇两人借此机会在美国展开了一场为期近三个月的旅行，行程以纽约市为起点和终点，途经新英格兰与美国深南部各地，足迹遍布美国。他们走访了多个社区，包括德国移民聚居区和非裔美国人社区。韦伯还访问了北卡罗来纳州，因为母亲法伦施泰因家族的部分亲戚曾在当地定居。韦伯利用此次旅行进一步了解了美国的社会、经济与宗教情况，并将这些观察同他的学术研究紧密联系起来。尽管如此，韦伯仍觉得自己难以回归正常的教学工作，于是继续以自由学者的身份从事研究。1907年，他继承了一笔遗产，得到了经济支持。
回国后不久，韦伯将注意力转向了不久前爆发的1905年俄国革命。他在几个月内自学了俄语，订阅俄文报纸，同定居海德堡的俄国流亡知识分子进行深入交流，探讨俄国的政治与社会问题。韦伯在这个群体中颇受欢迎，曾两度考虑亲赴俄国考察，但由于事务繁忙未能成行。虽然韦伯对革命能否成功持怀疑态度，但他支持俄国建立一套自由民主制度。他为此撰写了两篇论文，发表在期刊《社会科学与社会政策档案》上。韦伯认为，1905年革命的根源在于农民对土地的强烈诉求。他特别讨论了俄罗斯村社对俄国政治的影响。韦伯指出，这些村社制度根植于自然法，且被新兴的富农阶级操纵以谋取私立，使得自由主义主导的土地改革难以推行。韦伯总体上认为，1905年俄国革命缺乏明确的领导者，它不是由知识分子自觉发动，而是农民一时冲动的产物。
1909年，韦伯日益对社会政策协会秉持的政治保守主义与方法论规范的缺乏感到不满，于是参与创立了德国社会学协会，当职首任司库。不过，韦伯认为两个协会应该是互补关系，而不是相互竞争。他试图引导新协会的发展方向，但未能成功。在这一过程中，韦伯曾试图使《社会科学与社会政策档案》成为新协会的官方期刊。由于意见分歧，他于1912年辞去司库之职。这是因为韦伯在社会科学领域坚持价值中立的主张，该立场在协会内部颇具争议。韦伯与齐美尔、桑巴特、滕尼斯一道，将简化后的价值中立原则写进了协会章程，引发其他会员的强烈批评。同年，韦伯夫妇结识了他之前的学生埃尔泽·冯·里希特霍芬以及钢琴家米娜·托布勒。韦伯一度追求里希特霍芬未果，1911年又与托布勒展开了一段恋情。

### 政治参与
1913年春，韦伯前往瑞士阿斯科纳的韦里塔山社区度假。在此期间，他帮助弗里达·格罗斯（Frieda Gross）争取子女监护权，为她提供咨询；又反对无政府主义者埃里希·米萨姆介入该案，认为这类事务理应由「不出格」的资产阶级改革者处理，而非激进分子。一年后的1914年春，韦伯再次前往阿斯科纳度假。韦里塔山社区是当时各种激进主义与生活方式改革运动的聚集地，其中包括天然主义、自由恋爱主义、西方秘契主义等思潮。韦伯对社区中无政府主义与情色自由相结合的思潮持批评态度，认为这种融合在政治上是荒谬而不切实际的。

#### 第一次世界大战时期
1914年第一次世界大战爆发后，马克斯·韦伯志愿参军，被分配为预备役军官，负责组建海德堡的陆军医院，直至1915年底。随着战争持续，韦伯对德国参战行为与帝国扩张政策的看法发生了显著变化。战争初期，虽然稍有保留，他总体上仍然支持德国的战争行为，认为这是德国作为欧洲主导国家履行其职责的必要之举。然而，随着时间推移，韦伯逐渐成为德意志扩张主义和德皇战争政策最著名的批评者之一。韦伯公开反对德国吞并比利时的觊觎之心与无限制潜艇战策略，之后又呼吁宪政改革、民主化与普选权。1915年，韦伯的建筑师弟弟卡尔·韦伯在布列斯特-立陶夫斯克附近阵亡。韦伯曾对卡尔持负面看法，但卡尔的去世却使他愈发意识到与这位弟弟之间的羁绊。

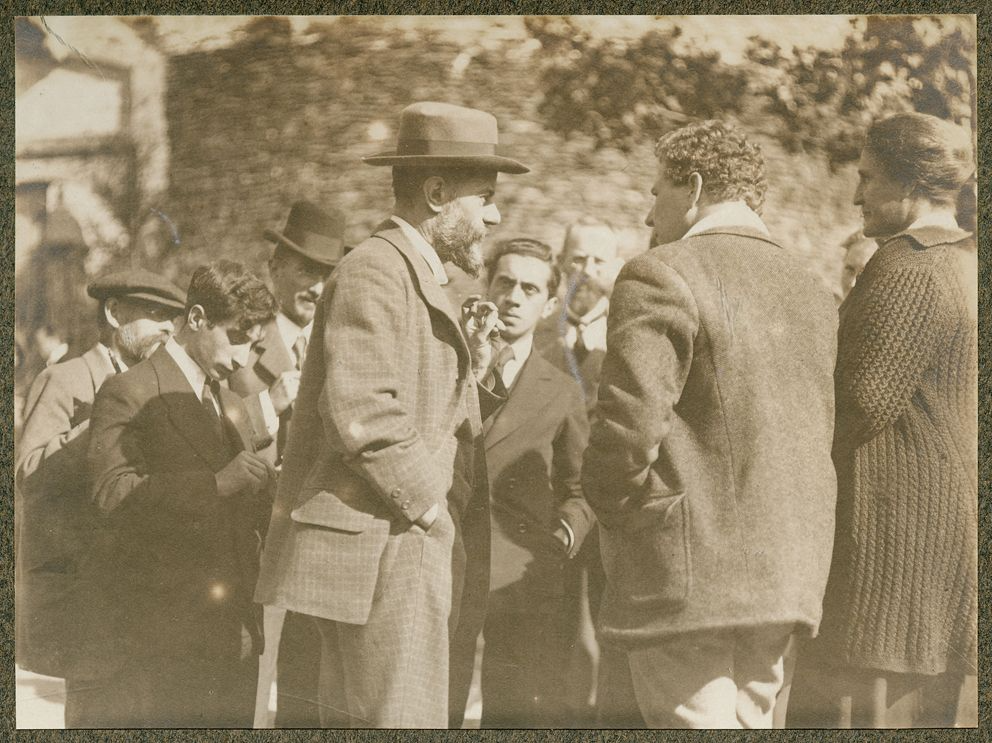
马克斯·韦伯（面朝右）与恩斯特·托勒尔（面朝镜头），1917年劳恩施泰因会议期间

1917年，韦伯夫妇出席了在巴伐利亚劳恩施泰因城堡举办的劳恩施泰因会议。会议由出版商欧根·迪德里希斯策划，旨在集结知识分子探讨德国的未来，与会者包括特奥多尔·豪斯、恩斯特·托勒尔和维尔纳·桑巴特。韦伯的出席提升了他在德国的知名度，并在一定程度上驱散了会议的浪漫气氛。在首场会议上发言后，他参与了第二场会议的筹备工作，因为主办方认为需要一个「反对派」来平衡意见。在会议上，韦伯反对前神学家马克斯·毛伦布雷歇尔所主张的政治浪漫主义。他还批评与会青年团体与民族主义者言过其实，并针对性地支持民主化。对韦伯和年轻与会者来说，会议中的浪漫情调并不重要，真正关键的是决定德国未来的政治走向。同年11月，第二次劳恩施泰因会议后不久，韦伯应「自由学生青年团」的邀请在慕尼黑发表演讲，这便是著名的《学术作为一种志业》。他在演讲中指出，要想成为一名真正的学者，必须具备一种内在的使命感与专业化素养。1918年，韦伯又与里希特霍芬发展出一段虐恋倾向的感情。同时，里希特霍芬又同韦伯的弟弟阿尔弗雷德保持恋爱关系。韦伯与里希特霍芬以及米娜·托布勒的多边恋情一直持续到他1920年去世。

#### 魏玛共和国时期
一战结束后，韦伯于1919年1月代表他所参与创立的自由派政党德国民主党参选魏玛国民议会，但竞选失败。尽管如此，他仍为魏玛宪法的起草提供了重要建议。在政党竞选期间，韦伯激烈抨击左翼人士，尤其是斯巴达克同盟的领袖卡尔·李卜克内西与罗莎·卢森堡。他认为十一月革命是德国无法有效反击波兰对东部领土提出主权要求的罪魁祸首，咒骂李卜克内西「应该被关进疯人院」、卢森堡「应该被关进动物园」。新任联邦大总统、社会民主党党员弗里德里希·艾伯特没有任命韦伯为部长或大使，可能与韦伯反对革命的立场有关。韦伯还对《凡尔赛条约》持批评态度，认为它不公正地将战争责任全部归咎于德国。相反，韦伯主张许多国家都应对战争负责，而不只是德国一方。为此，韦伯特别指出，俄罗斯帝国才是唯一真正渴望战争的列强国家。同时，他认为德国对比利时的入侵不构成战争罪，理由是比利时实则是假借中立地位掩盖其与法国的结盟关系。总而言之，除了支持建立强有力的民选总统制之外，韦伯的政治努力大多以失败告终。
1919年1月28日，在竞选失败后，韦伯再度应「自由学生青年团」的邀请，发表了著名演讲《政治作为一种志业》，探讨了从事政治的意义与责任。这场演讲是对当时新生魏玛共和国政局动荡的直接回应。同年5月13日，在前往凡尔赛加入德国代表团前不久，韦伯利用自己与德国国家人民党议员的关系与埃里希·鲁登道夫会面。他花了数小时，试图说服鲁登道夫向协约国投降，但没能成功。这场辩论进一步延伸到其他话题，例如谁应当为德国的战败负责。韦伯认为是最高陆军指挥部的失败导致了国家的败局；而鲁登道夫则认为韦伯作为一名民主主义者，应当对国内革命的爆发负有部分责任。韦伯尝试澄清这种误解，表示他自己支持一个拥有强大行政权力的民主制度。由于认为鲁登道夫应为德国战败负责，并让无数德国年轻人死于战场，韦伯希望鲁登道夫能以政治烈士的身份自首赎罪，但鲁登道夫不愿意这么做，反而希望依靠军人退休金安度余生。

### 晚年
由于对政治感到失望，韦伯重返教坛，先是1918年在维也纳大学任教，随后于1919年转至慕尼黑大学。在维也纳，他接任了一个长期空缺的政治经济学教席，校方早在1917年10月就已经考虑由他担任该职。后来到了慕尼黑，他又受聘接替卢约·布伦塔诺的教席，涵盖社会科学、经济史与政治经济学。他接受这份教职，是为了方便接近他的情妇里希特霍芬。应学生的要求，韦伯开设了一系列关于经济史的讲座。学生们的课堂笔记后来由西格蒙德·赫尔曼和梅尔基奥·帕利伊于1923年编辑出版，题为《经济通史》。在政治方面，韦伯反对赦免刺杀巴伐利亚州州长库尔特·艾斯纳的凶手、极右翼分子安东·冯·阿尔科-奥夫-法利。作为回击，一些右翼学生扰乱了他的课堂，又到他家门前抗议。

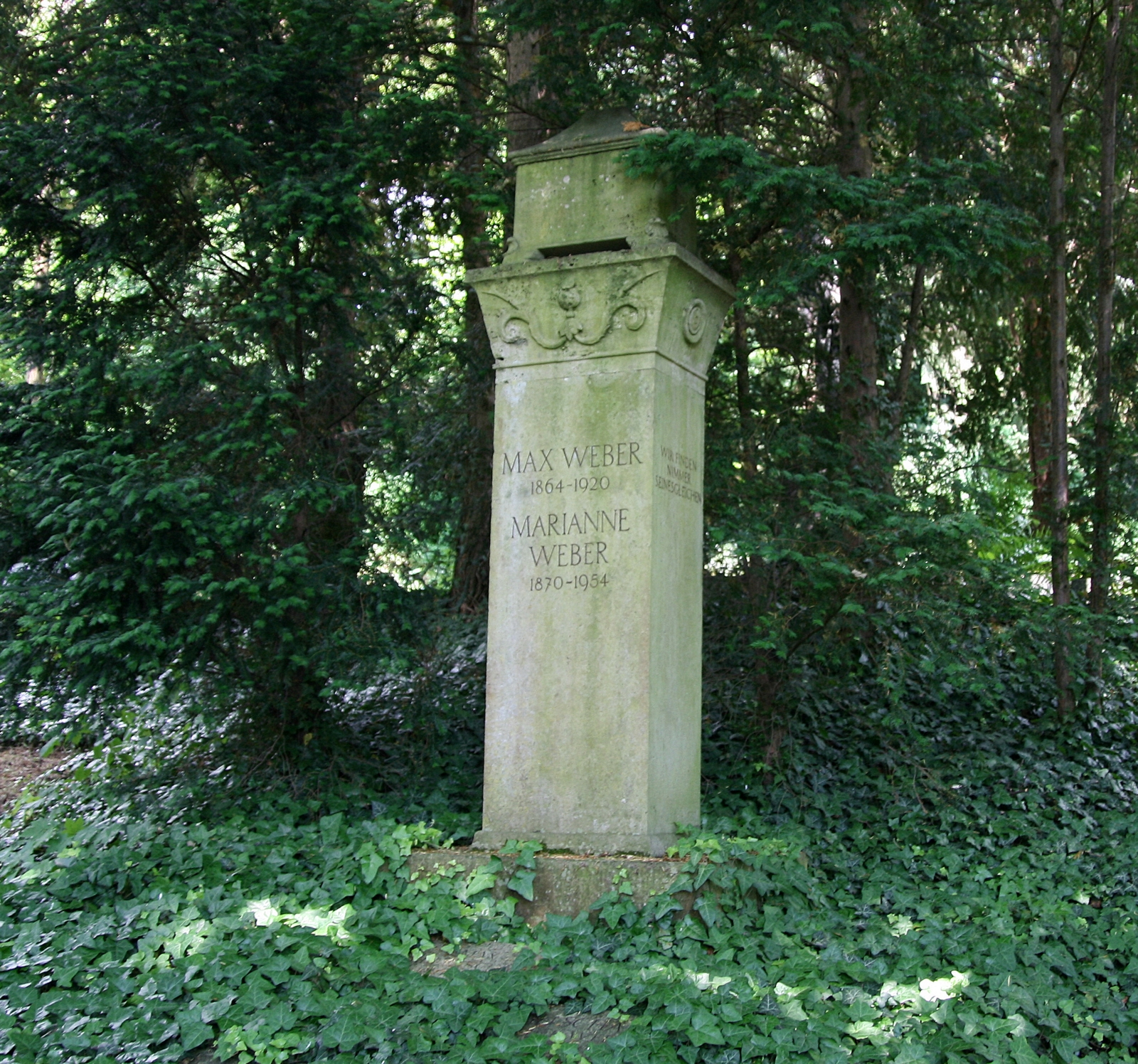
马克斯·韦伯墓，位于海德堡

1920年初，韦伯主持了一场专题研讨会，主题是奥斯瓦尔德·斯宾格勒《西方的没落》。韦伯十分敬重斯宾格勒，私底下称他是「一位非常聪明而有学问的业余学者」。这场研讨会激发了一些与斯宾格勒相识的学生，他们提议韦伯与斯宾格勒以及其他学者公开辩论。两拨人马在慕尼黑市政厅会面，辩论持续了两天。听众主要是持各种政治立场的德国青年，其中包括共产主义者。尽管双方谁也没能说服对方，但韦伯在辩论中相较其他人对斯宾格勒的批评更为严谨。不过，学生们认为这场辩论并未能够真正给出德国战后问题的解决之道。
1920年4月7日，韦伯的妹妹莉莉·舍费尔（Lili Schäfer）自杀身亡，原因是教育家保罗·格黑布结束了与她的婚外情。韦伯对妹妹的死持正面看法，认为她的自杀是正当的，而自杀本身也可以是一种光荣的行为。韦伯夫妇收养了莉莉的四个孩子，计划将他们抚养成人。虽然韦伯对自己突然成为「父亲」角色感到不安，但他认为这件事成全了作为女性的玛丽安妮。玛丽安妮后来在1928年正式收养了这四个孩子。与此同时，韦伯希望妻子能留在海德堡照顾孩子，或者搬到格黑布创办的奥登林山学校附近生活，这样他就能在慕尼黑与情妇里希特霍芬独处。他把决定权交给玛丽安妮，但她回应道：「只有你自己可以决定是否离开。」在这一切发生的同时，韦伯开始相信自己的生命已经走到了尽头。
1920年6月4日，韦伯的学生们得知他患上了感冒，需要取消课程。到了6月14日，这场感冒发展成流感，迅速恶化为肺炎。韦伯当天病逝于慕尼黑。弥留之际，妻子玛丽安妮和情妇里希特霍芬都陪伴在他身边。韦伯很可能是在战后西班牙流感大流行期间感染了病毒，并且未能及时得到充分的医疗救治。里希特霍芬认为，如果韦伯得到了更好的治疗，他本可以活下来。韦伯的遗体经过非宗教葬礼后在慕尼黑东部公墓火化，出席葬礼的有他的学生爱德华·鲍姆加滕、卡尔·罗文斯坦，以及卢约·布伦塔诺等同行学者。次年，他的骨灰罐埋葬在母校城市海德堡的贝格公墓。韦伯去世时，他社会理论的代表作《经济与社会》尚未完篇。遗孀玛丽安妮协助了遗稿的编辑工作，此书最终在1922年出版。玛丽安妮还在1926年出版了韦伯的传记，该书成为研究韦伯生平最重要的历史文献之一。

## 韦伯的社会科学方法论
社会行动是韦伯社会学研究的核心主题。韦伯认为，若将社会学当作一门科学，那么针对社会行动的研究不可或缺。韦伯将社会行动划分为四类：情感型行动、传统型行动、工具理性行动和价值理性行动。在方法论上，韦伯主张「个人主义」，与实证主义的涂尔干、辩证唯物主义的马克思都不同。涂尔干将社会当作一个整体来研究，而韦伯则专注于个体及其行动。马克思主张物质世界的第一性，而韦伯强调思想观念是个人行为的动力。在结构与能动、宏观社会结构问题上，韦伯的看法也与涂尔干、马克思相异：他认为社会现象往往不是由单一因素决定，同时重视社会行动者对自身行动的解释。

### 诠释社会学
在方法论层面，韦伯的关注点有三：一是主观性与客观性之辩，二是社会行动与社会行为之别，三是「对社会行动的理解必须基于个体之间的主观联系」命题。根据韦伯的观点，一个人的一举一动，都被这个人赋予了主观意义与目的，而理解这种「意义」与「目的」、从而进行「诠释」（verstehen），就是社会行动研究的基石。欲理解个体眼中自身行动的「意义」与「目的」，既可以推己及人，也可用理性推导。韦伯指出，由于社会科学有明显的主观性，它很难像自然科学那样归纳出普适规律，其所能产出的客观知识也是有限的。总的来说，韦伯支持将社会研究科学化，但同时认为这一目标终究无法完全实现。
韦伯方法论的发展背景，是学界有关社会科学方法论的更广泛争论。第一场重要论战是「方法论之争」。韦伯的立场接近历史主义，他认为社会行动与特定历史背景密切相关。此外，分析社会行动也需要理解相关个体的主观动机。因此，他的方法论强调运用比较史学，亦即，他更关心的是某种结果是如何由各种历史过程共同促成的，而不是去预测这些过程在未来的结果。第二场塑造韦伯方法论的论战是1909年到1914年的「价值判断之争」，源起于社会政策协会内部围绕「伦理是否为经济学研究的重要考量因素」一题展开的辩论。韦伯的立场是社会科学应当力求价值中立。在他看来，教授与学生应该避免在课堂上进行政治宣传，因为科学研究本身不涉及价值选择。经济学方面，韦伯认为「生产力」不是一个有用的科学概念，因为它会干扰对经济现象的中立评估。

### 方法论的个人主义
「方法論的個人主義」一詞由奧地利裔美國經濟學家約瑟夫·熊彼特於1908年提出，用以指稱韋伯對社會現象的解釋方式。韋伯主張，集體僅僅是每個個體行爲的結果。他在《經濟與社會》第一章指出，只有「個體」才能被視作「一個主觀可理解行動過程中的實施者」。
儘管韋伯的研究側重於解讀經濟史，他對方法论的个人主义的支持則標志著他與歷史學派的決裂，也意味著他在“方法論之爭”中同奧地利學派創始人卡爾·門格爾的立場一致。值得注意的是，韋伯的主張固然被概括爲「個人主義」，但他不認爲個體是社會學解釋的真正來源。相反，雖然只有個體能夠有意圖地行動，但個體不必然與集體分離。在韋伯看來，方法論的個人主義與詮釋社會學關聯緊密，因爲社會行動都可以通過詮釋其主觀意圖從而得到理解。同樣地，這一原則涉及對人類行爲抽象與理性模型的分析，因而也與「理想型」之概念相映帶。

### 理想型
理想型（Idealtypus），是韋伯方法論的核心概念。韋伯認爲，理想型將「意義」納入考量，因此這一概念是社會科學所獨有的，在社會科學研究中不可或缺。「理想型」一詞，格奥尔格·耶利内克已有使用，韋伯在《社會科學的與社會政策的知識之「客觀性」》以及《經濟與社會》的第一章中進一步闡述。理想型有三項功能：制定術語、劃設分類、提出假說。在三者中，提出假說最爲重要。在建構上，理想型是一個示意性模型，代表一種社會行動，且考量意義在其中的作用。「理想型」本質上是對經驗情境的誇張化假設：假設相關個體是理性的，擁有有關情境的完整知識，完全清楚所處的情境，完全明白自己的行動，而且不會犯錯誤。將其與經驗現實加以對比，有助於研究者更好地理解社會現象。不過，理想型並不直接反映現實，韋伯也曾警告不要將其視爲現實的再現。韋伯沒有限制理想型可以分析的對象。對他而言，理性方法論是科學的同義詞，理想型是以理性方式建構的。

### 价值中立原则
韦伯认为，社会科学学者需要避免价值判断。他希望社会科学研究能够力求「价值中立」，以保证研究的客观性。但他同时也不否认，社会科学研究与价值观本来就有千丝万缕的联系。韦伯的具体主张之一，就是反对教师和学生在课堂上宣传政治观点。韦伯最先在关于科学哲学的著述中阐明了其观点，包括《社會科學的與社會政策的知識之「客觀性」》以及《政治作为一种志业》。韦伯提出价值中立，是受到了海因里希·李凯尔特「价值关联」概念的影响。李凯尔特将历史对象与价值关联起来，同时主张对概念进行明确的界定与区分，从而保证客观性。不过，在李凯尔特看来，学者可以在依附某种价值观的同时保持研究的客观性，韦伯对此则并不赞成。韦伯的价值中立观与他在「价值判断之争」中所持立场紧密相关。在论战中，他主张社会科学必须保持价值中立。在此期间，他曾试图将德国社会学协会转变成一个中立的学术组织，但未能成功。这次失败最终促使他辞去该协会职务。

## 韦伯的社会学理论

### 理性化
理性化是韦伯学术研究的核心主题之一。它处在更广阔的背景下，即心理动机、文化价值观、文化信仰与社会结构之间的关系。韦伯认为，理性化所带来的，是人类知识的增长、社会与物质生活日益的非人格化，以及社会控制的加强。他对理性化的态度颇为矛盾。一方面，韦伯承认，理性化推动了社会进步，尤其是使人类摆脱了传统的、束缚性的、非理性的社会准则。另一方面，韦伯也批评道，理性化将人异化为「机器中的齿轮」，限制了个人自由，将人们囚禁在「理性与官僚制的铁笼中」。韦伯最先在《新教伦理与资本主义精神》中探讨理性化问题。他在书中论述道，新教——尤其是加尔文一派——重新定义了「工作」与「虔诚」之间的关系，促使人们为了经济效益而采取更理性的努力。在新教教义中，世俗的敬业就是对上帝虔诚的体现。而当资本主义发展到一定阶段，它自己便可维持自身发展，那些最初影响其资本主义形成的宗教原则也就不再重要。
在之后的研究中，韦伯继续深入探讨这一问题，尤其是他关于官僚制和合法权威三种理想型（法理型、传统型与魅力型，现代社会中最具主导地位的是法理型）的著作。在这些著作中，韦伯描述了社会的理性化发展趋势。官僚制国家借助理性化实现自身的正当化，而理性化来自专家提供的知识性支持。理性化还体现在经济领域，伴随的是高度理性且精于计算的资本主义的发展。资本主义的理性化根植于计算基础，这使得它有别于其他的经济组织形式。官僚制国家和资本主义成为理性化社会发展的两大支柱，这些变化淘汰了依赖行会与手工业的传统体系。韦伯还将理性化视作西方区别于世界其他地区的主要特征之一。此外，他还将理性化理论运用在音乐领域，著有《音樂的理性與社會學基礎》。有两方面影响了韦伯写成此书：一是他与米娜·托布勒的恋情；二是韦伯认为：西方音乐是唯一形成和声体系的音乐类型，而其他文化的音乐更注重听觉和情感表达。韦伯认为音乐也在日益理性化。在他看来，这一过程源于乐器制造的新发展，以及不同乐器的演奏者所处的社会经济条件的变化。

### 祛魅
祛魅的过程使得世界的神秘色彩日益淡化，更易于人们解释。祛魅过程的体现，是从多神教转变为一神教，最终走向现代性的无神论。以往的人们解释某事件发生的原因，多乞灵于超自然力量对物质世界的干预。而由于祛魅，理性化与科学化的解释模式逐渐发展。根据韦伯在《宗教社会学》中的观点，宗教活动始于人类在物质世界中的行为：人们把它与模糊的神灵联系起来，赋予神秘的意义。随着时间推移，这些神秘信仰日加系统化，神灵逐渐演变成为符号化的神祇。这种日益系统化的神学最终带来了多神论与制度性宗教。随着理性化的加强，西方一神教得以发展，一些群体出于政治和经济目的开始崇拜特定的神，从而创造出一种普世宗教。在韦伯看来，新教推动了理性化的进一步发展，但理性化的发展反却致使了新教伦理自身的贬值。这种贬值摧毁了统一的价值体系，将社会导向虚无主义。

### 《新教伦理与资本主义精神》
《新教伦理与资本主义精神》是韦伯最负盛名的作品。在书中，韦伯首次探讨宗教如何影响经济体系的发展。他提出一个重要论点：新教的工作伦理，作为源于宗教改革的神学理念，深刻影响了资本主义的发展。韦伯意欲寻找的，是新教伦理与资本主义之间的「选择性亲和关系」。韦伯认为，清教徒将劳动视作圣召，这促使他们系统性地积累财富。他们希望通过这种方式证明自己是天选之子、从而获得最终的救赎。韦伯借用本杰明·富兰克林在《给年轻商人的建议》一文中所描述的个人伦理作为新教各教派经济伦理的例证。「理性化」与「理想型」的概念也在此书中首次出现，后来成为韦伯学术的核心议题。韦伯认为，理性化让西方社会陷入了「钢铁般的牢笼」，即现代资本主义的经济秩序。而理想型则是相关观念的代表人物或代表性案例研究。
在历史上，基督教的宗教虔诚往往伴随着对世俗事务（包括经济追求）的排斥。韦伯则认为，现代资本主义的起源可以追溯到宗教改革期间的宗教理念。根据他的观点，以加尔文主义为代表的一些新教教派支持对经济利益的理性追求以及与之对应的世俗活动，认为这些活动具有道德与宗教意义。教义所体现的资本主义精神在于，工作是让工人感到愉悦、彰显个人价值的手段，而这一理念源于神学。具体而言，新教伦理鼓励信徒努力工作，取得商业成功；将获得的利润再投资，而非用于个人享乐。韦伯相信，自我约束、努力工作、视财富为救赎的象征，这些理念都是禁欲派新教徒的典型特征。禁欲派新教徒推崇「入世禁欲主义」（Innerweltliche Askese），试图改变世俗世界以求更好地契合其信仰。圣召的概念与预定论结合，意味着每个个体的救赎都需要通过行动向自己证明。然而，这些宗教原则促成了资本主义的成功发展，最终却反导致它们自身在现代资本主义中丧失影响力，因为资本主义体制为人们提供了新的世俗化视角。结果，资本主义的后继者被困在了社会经济的「铁笼」里。

### 《世界诸宗教的经济伦理》
韦伯在宗教社会学领域的研究开始于《新教伦理与资本主义精神》，《世界诸宗教的经济伦理》则是一系列续作，包括《中国的宗教：儒教与道教》《印度的宗教：印度教与佛教的社会学》《古犹太教》三卷。韦伯本欲继续研究早期基督教与伊斯兰教，但不幸于1920年猝然离世，未能卒竟其业。
《世界诸宗教的经济伦理》系列探讨三个主题：宗教观念对经济活动的影响、社会阶层与宗教观念的关系，以及西方文明的特性所在。韦伯的研究目标，在于解释东西方文化发展道路的差异，而不是像当时的社会达尔文主义者那样评骘孰优孰劣。他单纯希望对西方文明的独特因素做出解释。韦伯还在书中提出了宗教变迁的社会进化模型，认为社会信仰是从巫术发展至伦理一神教，中间会经历多神教、泛神论与一神教等过渡阶段。根据他的观点，这一变化是经济日趋稳定、祭司群体因之逐渐专业化与复杂化的结果。随着社会变得更加复杂，容纳了更多不同群体，神祇的等级制度也逐渐形成。与此同时，随着神祇的权力日渐集中，普世神的概念也愈发被人们所认可。

#### 论中国的宗教
在《中国的宗教：儒教与道教》一书中，韦伯关注中国社会与西欧社会的不同之处，尤其是与清教传统形成鲜明对比的部分。韦伯探讨了一个重要问题：为什么资本主义没能在中国发展起来？他重点分析了以下因素：中国的城市发展模式、中国的家产制和官僚体系、中国的宗教与哲学（主要是儒教和道教）等。中国在这些方面都与欧洲路径迥异。韦伯认为，儒教与清教表面相似，实际上天差地别。它们分属两种互斥的理性思维模式， 各自试图基于宗教教义以规定生活方式。儒教与清教都重视自我约束，也不反对财富的积累，但这只是实现不同最终目标的相似手段。儒教教义追求的是“有教养的社会地位”，而清教伦理意在培养“上帝的工具”般的个体。韦伯指出，清教徒追求对世界的理性掌控，拒绝世界的非理性特征，而儒家反之寻求以理性方式承认这种现实状态。由此，韦伯得出结论，东西方各自主流宗教所塑造的社会心态的差异，最终导致了资本主义在西方的勃兴、在中国的缺席。

#### 论印度的宗教
在《印度的宗教：印度教与佛教的社会学》中，韦伯探讨了印度的社会结构，分析了印度教的正统教义和佛教的非正统教义，又考察了民间宗教信仰的影响。在韦伯看来，印度的印度教与中国的儒教一样，都是资本主义发展的障碍。在后古典时代发展起来的印度种姓制度作为社会合法交往的来源，对于阻碍资本主义起到了重要作用。印度教和婆罗门高高在上的社会地位，共同维系了这种不平等秩序。婆罗门阶层通过垄断教育和神学权威来维护自己的地位，而印度教则通过“轮回转世”学说麻痹人心、将阶级秩序合理化。人们认为，个人在种姓秩序中的地位取决于其前世的行为。因此，在人们的观念中，修炼灵魂、服从既有秩序，要比追求物质世界的富足更为重要。在研究印度社会与宗教的结尾，韦伯参照此前研究中国宗教的成果，进一步探讨亚洲信仰体系之间的相似性。韦伯指出，这些宗教的信徒会援用玄虚的神秘经验来解释生命的意义。社会从根本上一分为二：一是受教育的精英阶层，他们遵循先知或智者的指引；一是未受教育的普罗大众，他们的信仰以巫术为中心。东亚并没有像近东弥赛亚般的救世主型预言来同时给受教育和未受教育群体赋予日常生活的意义。韦伯对比了近东的救世主型预言和东亚的模范型预言，后者着意于受教育的社会精英，启发他们正确的生活方式，而很少强调勤奋劳动、追求物质富足。正是这些差异，得以让西方走上和中印不同的道路。韦伯接下来的著作《古犹太教》正是他试图验证这一理论的尝试。

#### 论古犹太教
在《古犹太教》一书中，韦伯试图解释东西方宗教信仰早期差异的成因。他将西方基督教发展出来的「入世禁欲主义」同印度的「神秘冥想」进行对比，认为基督教的一些要素主张征服和改造世界，而非逃避世界的不完美。基督教这种根本特性，源自于古犹太教的先知传统。韦伯将犹太人归类为「贱民民族」，意即他们与所在的社会隔绝。韦伯考察了古犹太人的起源与社会结构。在他看来，以色列人通过与战神雅威立约以及践行战士禁欲主义来维持秩序。在所罗门统治下，这个社会形态取代了旧部落联盟，变得更具组织性、更加法制化。在宗教层面上，祭司阶层取代了以往的魅力型宗教领袖。韦伯认为，以利亚是第一位从牧羊人阶层中崛起的先知。他传扬政治预言，反对君主制。

### 神义论
「神义论」这一概念贯穿了韦伯的全部著作，他以此来解释神学与宗教问题。这既反映了韦伯学术上的研究方向，也体现了他个人层面对该主题的浓厚兴趣。神义论是韦伯人性论的核心，他认为人的独特本质在于追寻意义。神义论是德国学者的热议话题。他们试图回答：为什么一个全善全能的神会允许世界存在苦难？韦伯纂承学界传统，对神义论进行了相当审慎的研究。其他学者或从神学、或从伦理角度解读，而韦伯选择从社会角度阐释这个问题。此外，在探讨神义论时，韦伯引入了尼采的「无名怨愤」概念，但他并不认同尼采极端情绪化的观点，以及尼采将神义论解读成「源自犹太教奴隶道德之表达」的贬抑主张。
韦伯将神义论划分为三大类：
- 波斯的二元论：上帝并非全能，灾难源于身外；
- 印度的业力说：上帝并非全能，灾难源于自身；
- 预定论：只有被选中的少数人能够免于永恒的诅咒。

韦伯通过考察「幸福的神义论」与「苦难的神义论」以及对应的社会阶层结构，界定了社会阶层在宗教中的重要性。「幸福的神义论」的信奉者多是成功人士，他们渴望证明自己配得上成功，不希望被人认为是非法或有罪的。相比之下，那些缺乏工作伦理的人更倾向于「苦难的神义论」，相信财富与幸福是由来世赋予的。宗教神义论影响社会阶层的另一个例子是：经济地位较低的人群通常借虔诚的态度安慰自己，寄望于美好的未来；而经济地位较高的人则倾向于通过圣礼或行动证明他们有权掌握更多财富。

### 论国家、政治与政府

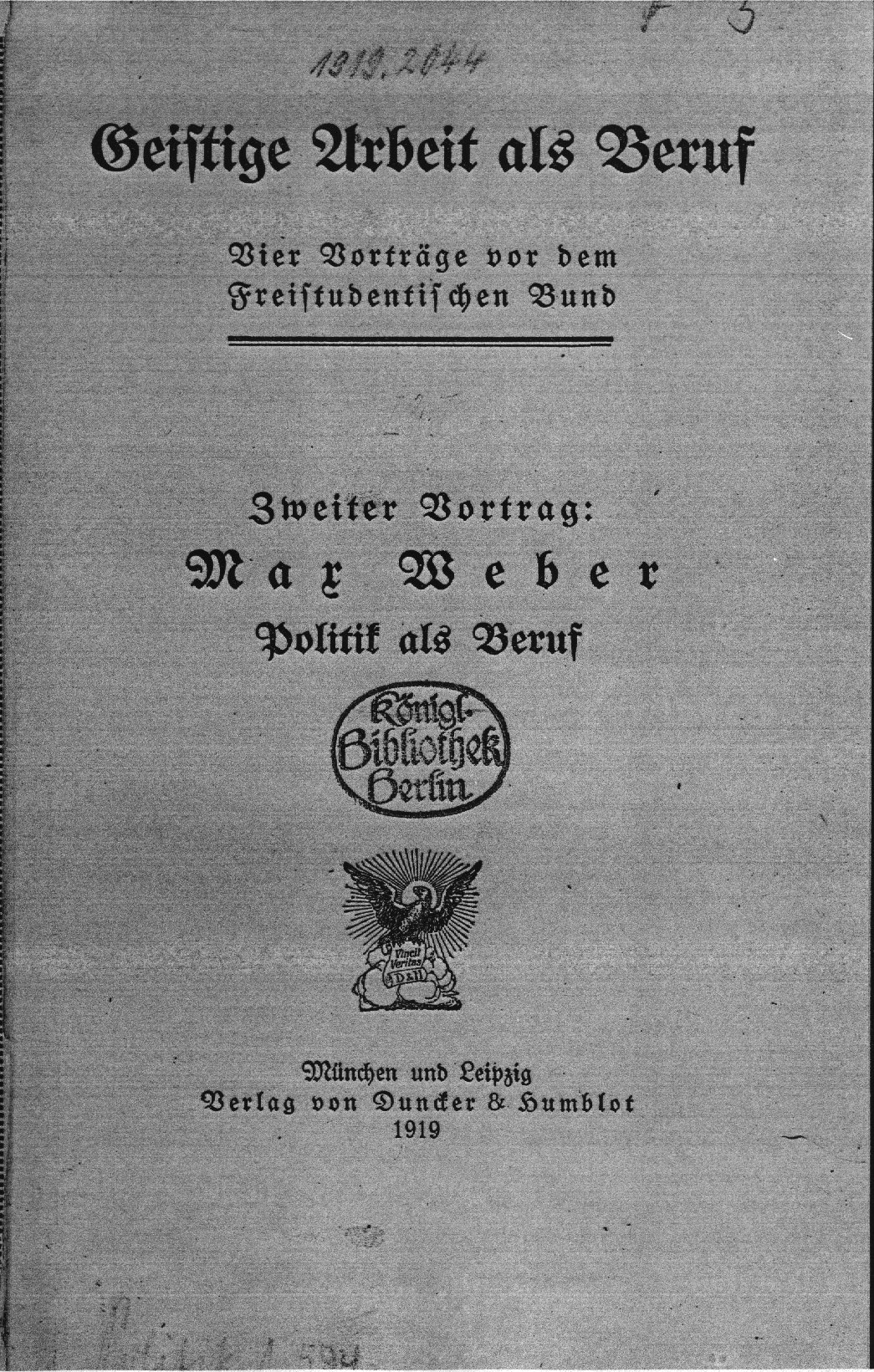
《政治作為一種志業》德文版第二版封面

在政治社会学领域，韦伯最具影响力的贡献之一是他的演讲《政治作为一种志业》。在演讲中，韦伯将国家定义为「合法垄断暴力」的实体。他进一步指出，政治就是不同群体之间分享国家权力的过程，而政治领袖则是那些掌握这种权力的人。韦伯将行动分为相对立的「信念伦理」和「责任伦理」。「责任伦理」的信奉者基于行为后果来证明自身行为的正当性，而「信念伦理」的信奉者则基于自己的理想来证明自身行为的正当性。虽然韦伯认为理想的政治家应该两者兼具，但他也认为两种伦理观的差异与个人情况、思维模式的不同存在关联，分别反映了和平主义者以及那些想要扭转德国一战败局的人群之心态。
韦伯将合法权威分成三种理想型：
1. 魅力型权威——家族与宗教性的；
2. 传统型权威——父权制、家产制、封建制；
3. 法理型权威——现代法律与国家、官僚制。

在韦伯看来，所有历史上统治者与被统治者之间的关系都包含这三种权威的要素，可以依据这种三分法的权威类别加以分析。魅力型权威掌握在非凡人物手中。这种权威本质上不稳定，因为它依赖于魅力型人物的成功表现，而且不愿意被制度化。不过，它最终不得不规程化，转变成愈益结构化的权威形式。由魅力型领导者的追随者们所组成的行政结构会随之形成。在传统型统治的理想型中，对统治者的反抗达到足够程度将会引发「传统革命」。传统型权威基于对既定传统以及传统秩序下掌权者的忠诚。对韦伯而言，「父权主义」，即家长对家庭的统治，是传统型权威最重要的表现形式。与父权主义密切相关的「家产制」，则是传统型权威的另一种形式，统治者将政府与军队视作家庭的延伸。法理型权威依赖于三大支柱：一是官僚制，二是人们对社会规则的合法性之承认，三是人们对依循社会规则而掌权的统治者的正当性之承认。与其他权威类型不同，法理型权威是逐步发展而成的，这是因为法律体系本身可以不依赖魅力型人物或传统而存在。

#### 论官僚体制
韦伯对社会官僚化的评述是他著作中最引人注目的部分之一。在韦伯看来，官僚制是社会组织中效率最高的模式，也是形式上最理性的体制。它是现代社会运作的必要条件，本身又牢不可摧。官僚体制内人员往往自视优越，有强烈的责任心。同时，他们有固定的薪酬，因而没有营财射利的欲念。民选官员中很少出现官僚制。此外，官僚制对待民众一视同仁，不迁就个体，这与资本主义的需求十分契合 ，也是现代资本主义和现代社会主义得以存在的前提条件。这种去个性化特征，与体制效率的提高关系密切。官僚们不能公开地随心决策，也不能在决策时以私害公。作为效率最高、最为理性化的组织模式，官僚制是法理型权威的核心组成部分。韦伯更进一步，将官僚化视作西方社会持续理性化进程中的关键一步。
韦伯归纳出官僚制理想型的六大特征：
1. 它位于一个受规则支配的固定活动区域内；
2. 体制内等级森严；
3. 书面文件是行动的依据；
4. 需要专业培训；
5. 官僚全身心投入工作；
6. 该体制依赖于可学习的基本规则。

通讯与交通技术的发展，使得高效的行政管理成为可能。这激起了民众的期望。与此同时，文化的民主化与理性化，要求新的体制必须平等对待每一个人。韦伯的理想型官僚制具有以下特点：组织内等级森严，在固定活动区域中有明确的权力分工，决策基于书面规则，官员需接受专业培训，实施规则时中立持平，职业晋升取决于组织评判的技术资格。尽管韦伯认为官僚制是最高效的组织形式，并且对于现代国家不可或缺，但他同时也提出了批评。在韦伯看来，未来社会将不可避免地走向官僚化。他悲观地认为，即使未来社会主义战胜了资本主义，也无法扭轉這一趨勢。经济组织、政治组织各自需要企业家和政治家来对抗官僚，否则它们将被官僚制扼杀。

#### 论社会分层
「社会阶层三元论」是韦伯提出的另一项理论，它包含以下三个概念上彼此独立的要素：社会阶级、社会地位、政党。三者的区别，韦伯《政治共同体内部的权力分配：阶级、身份、政党》一文作了最清晰的描述，该文首发于他的著作《经济与社会》。地位是衡量人们社会排名的核心方式之一，包含荣誉、威望等重要问题。关于阶级，韦伯的理论强调阶级斗争和私有财产是定义的关键。虽然韦伯对阶级的定义借鉴了马克思的阶级斗争理论，但他并不认为阶级斗争论能够解释所有的社会关系和社会分层现象。韦伯对政党的关注不如前两者，他认为政党并不具备特别的行动效力。政党的目的在于寻求权力，使其成员在物质上受益、或得到意识形态方面的满足。
韦伯社会分层理论的三个要素是：
1. 社会阶级——基于与市场的经济关系；
2. 社会地位——基于非经济性质，如荣誉和威望；
3. 政党——政治领域（对某组织的）从属关系。

韦伯对社会分层的概念化，源于他对农场劳工和证券交易所的研究，因为他发现社会关系的某些现象无法单纯用经济阶级解释。例如容克贵族有关不同阶层间婚姻的社会规则、农场劳工有强烈的独立意识，两者都不是基于经济基础。韦伯严格区分「地位」和「阶级」两个概念，尽管二者在非学术语境中往往混用。地位及其所强调的荣誉感，源自于「共同体」（Gemeinschaft），正是「共同体」生发出了忠的观念；而阶级源自于「社会」（Gesellschaft）。「社会」是「共同体」的一个分支，包含了受理性驱动的市场和法律组织。政党则是两者相互作用下的产物。韦伯将「生活机会」（即改善自身生活条件的机会）视作阶级的一个定义特征，它涉及到不同人在生活中可能拥有的机会差异。地位与阶级并非直接对应：两者可能相互关联，但一个个人或集体也可能只取得单方面的成功。

### 志业演说
韦伯晚年在慕尼黑大学发表了两篇著名演讲：《学术作为一种志业》和《政治作为一种志业》。「自由学生青年团」（一个左翼自由主义学生组织）邀请韦伯莅临讲座，由伊曼努尔·比尔恩鲍姆牵线促成此事。韦伯在《学术作为一种志业》中主张，要成为一名真正的学者，必须具备一种「内在的召唤」。韦伯认为，只有特定性格的人才适合从事学术道路。他以自己的职业生涯为例，回顾自己在《新教伦理与资本主义精神》中提出的观点，进一步讲道，有志于学术的人应该做到两点：清楚认识到自己的成果未必会带来成功，保证研究方法论的严谨。此外，专业化也是现代学术研究中不可或缺的一环。「祛魅」与「理性化」是韦伯探讨现代语境下学者角色的核心概念，这两个过程使得学术本身的价值受到质疑。韦伯认为，尽管学术研究无法提供绝对正确的答案，但它仍然可以通过预设前提为人们提供确定性的知识。《政治作为一种志业》则聚焦政治议题。韦伯此次演讲正值魏玛共和国建立初期、局势动荡之时。他对当时的局势进行了回应。韦伯指出，一个政治家需要具有三种基本素质：激情、判断力和责任感。他还区分了政治行动的两种价值取向：「信念伦理」和「责任伦理」。尽管两者在逻辑上针锋相对，但韦伯认为理想的政治家可以兼具这两种伦理取向。韦伯还在此次演讲中重申了他的合法权威三类理想型理论：传统型权威、魅力型权威和法理型权威。在讲座的结尾部分，他把政治形象地比喻成「一场缓慢而有力地钻透坚硬木板的过程」。韦伯强调，现实的政治问题不可能通过学生所期望的「快速解决方案」一劳永逸，而必须依靠持续且坚定的努力。

### 城市的类型学
为了理解西方世界发展过程的独特性，韦伯撰写了一篇关于古典时代与中世纪欧洲城市发展的综合研究论文，题为《城市的类型学》。在韦伯看来，基督教打破了传统的亲属关系纽带，使得信徒以个体的身份参与宗教生活。然而，这一过程所催生的制度结构本质上却是世俗的。韦伯还指出，中世纪的欧洲城市出现了一种特殊的「非正当支配」形式，它的出现成功挑战了此前中世纪欧洲占主导地位的三种合法支配形式：传统型、魅力型和法理型支配。这些城市原本处在多个不同权力实体的统治下，随着城市自治的推进，这些外部权威被逐渐清除。新城市被授予特权、旧城市被篡夺权威，共同推动了自治化的进程。

### 社会经济学理论
韦伯主要将自己视作一位经济学家，他所有的教授职位也都在经济领域，但他对经济学的贡献往往被其现代社会奠基人的地位所掩盖。作为政治经济学家与经济史学家，韦伯属于德国的经济历史学派，该学派的代表人物包括古斯塔夫·冯·施穆勒及其学生维尔纳·桑巴特。尽管韦伯的研究兴趣与该学派基本一致，但他有关方法论与边际效用理论的观点却与其他历史学派学者截然不同。相反，他的方法论立场更接近奥地利学派的创始人卡尔·门格尔与其门徒，而奥地利学派正是历史学派的传统对手。方法论之争引发的学术分歧，使得韦伯支持一种广义的经济学诠释，即同时结合经济理论、经济史与经济社会学，催生出所谓「社会经济学」（Sozialökonomik）这一概念。

#### 经济与社会

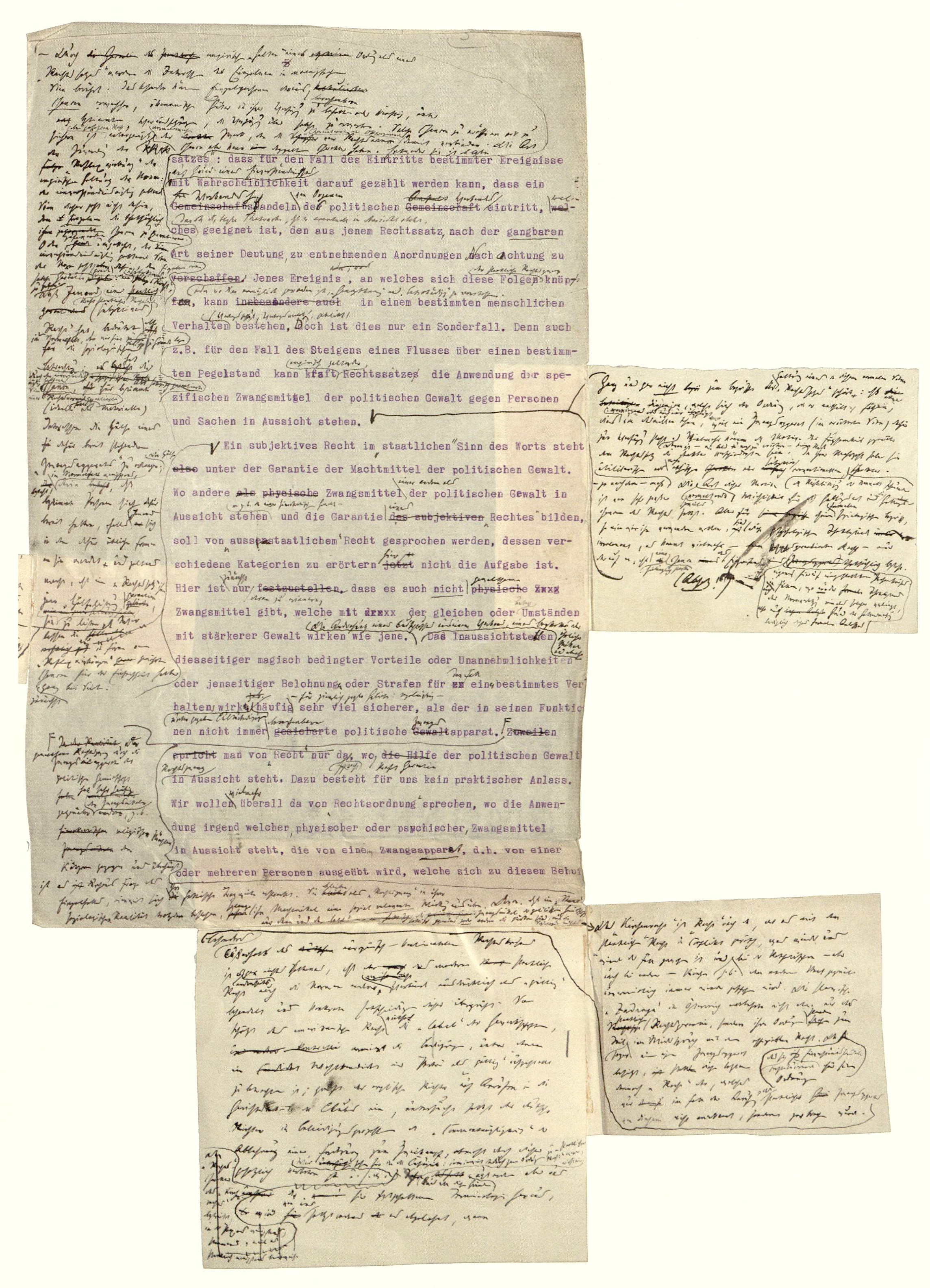
《经济与社会》法律社会学部分的一页手稿

论文集《经济与社会》是韦伯的代表作。1920年韦伯逝世，此书未能完稿，成为他的遗著。《经济与社会》涵盖了韦伯关于社会学、社会哲学、政治、社会阶层、世界宗教、外交等诸多主题的观点。除前三章外，其余部分在他去世时尚未基本完成。前三章写于1919至1920年间，分别涉及诠释社会学、经济社会学、权威以及阶级与地位群体等主题。第一章和第三章是韦伯学派援引最多的两个部分。第一章从讨论个体社会行动开始，逐步过渡到国家「对暴力的合法垄断」的核心问题。第二章则较少被学界讨论，因为它代表的是1930年代后被主流经济学界抛弃的一类经济理论；它采用分析性的方式书写经济史，探讨了资本主义的起源，并力图调和奥地利学派与经济历史学派在方法论上的分歧。第三章集中阐述了韦伯所提出的三种权威类型理论。最后一章由于未能完篇，基本上只是关于阶级与地位的简要分类。
韦伯去世后，其书稿的最终整理与出版工作由其遗孀玛丽安妮负责，她得到了经济学家梅尔基奥·帕利伊的协助。遗稿最终于1922年成书，以德文标题出版。该版本还收录了由玛丽安妮在韦伯遗物中发现的、大体撰写于1909至1914年之间的其他文字。1956年，德国法学家约翰内斯·温克尔曼编辑并整理了《经济与社会》的第四版，并在1976年出版了第五版。1968年，冈特·罗斯与克劳斯·维蒂希（Claus Wittich）将该书译成英文，译本以温克尔曼1956年初版的1964年修订本为底本。《马克斯·韦伯全集》历史考证版的编者将《经济与社会》分成六个部分出版，第一部分涵盖前四章，其余五个部分按写作时间顺序编排。2023年，英国学者基思·特赖布（Keith Tribe）出版了全集本《经济与社会》前四章的英译修订本。

#### 边际效用
与其他历史学派学者不同，韦伯接受了边际效用理论，并传授给他的学生。他的整个经济社会学体系也都是基于边际效用理论。1908年，韦伯发表了一篇文章，题为《边际效用理论与“心理物理学基本定律”》，他在文中主张边际效用与经济学并非建立在心理学的基础之上。因此，他反对卢约·布伦塔诺的观点，即边际效用体现了人类对外界刺激的心理反应（如韦伯-费希纳定理所描述）。韦伯认为，边际效用与经济学不应依赖于心理物理学。总体而言，韦伯主张经济学学科的独立性，反对经济学附庸于其他学科的观点。在《经济与社会》第二章中，韦伯也以类似方式讨论了边际效用。他没有明说，而是借由工具理性行动暗示了边际效用和效用递减在其著作中的地位。

#### 经济计算
与同僚维尔纳·桑巴特一样，韦伯认为经济计算——尤其是复式记账法——在理性化与资本主义的发展中扮演了关键角色。韦伯强调经济计算重要性的立场，也促使他批评社会主义经济，认为其缺乏有效的资源配置机制以满足人类需求。社会主义思想家奥图·纽拉特认为，在完全社会化的经济体系中，价格将不复存在，中央计划者将以实物核算替代基于货币的经济计算。韦伯则指出，这种经济协调方式是低效的，因为它无法解决归属问题，即如何准确衡量资本品的相对价值。韦伯写道，社会主义经济仍然需要确定商品的价值，但那种经济体制对于如何实现这一点语焉不详。因此，计划经济是非理性的。大约同一时期，路德维希·冯·米塞斯也不谋而合地对社会主义提出了同样的批评。韦伯本人对米塞斯有显著影响——1918年春，两人在维也纳大学结为好友。不过，米塞斯最终仍将韦伯视作一位历史学家，而非经济学家。

## 思想渊源
韦伯深受德国唯心主义的影响，尤其是新康德主义。在弗莱堡大学任教期间，他通过同事兼哲学家海因里希·李凯尔特接触到这一思想。新康德主义者认为，现实本质上是混乱且难以理解的，所有的理性秩序都是以下过程的结果：人类心智将注意力集中在现实的某个特定方面，并对由此产生的主观感知进行组织。这一观点极大地影响了韦伯的学术研究。韦伯关于社会科学方法论的观点，与当时的新康德主义哲学家兼社会学家格奥尔格·齐美尔的著述也有许多相似之处。此外，韦伯在各方面都受到康德伦理学的影响，但他最终认为，在缺乏宗教确定性的现代社会中，这种伦理体系已经过时。因此，他对康德及新康德主义的解读带有一种悲观色彩。
韦伯还回应了尼采哲学对现代思想的影响。他在伦理学领域的研究目标，是要在他所理解的后形而上学时代中寻找一种非任意定义的自由。这代表了他思想中体现新康德主义与尼采哲学两部分的分歧。在1920年与奥斯瓦尔德·斯宾格勒论战之后，韦伯曾表示，当代世界深受尼采与马克思思想的影响。在《新教伦理与资本主义精神》以及《学术作为一种志业》中，韦伯都对「末人」提出批评与警告——「末人」的说法来自尼采，指的是「没有灵魂的专家」。同样地，韦伯也借用了尼采的「无名怨愤」概念来探讨神义论，但他的解读方式与尼采不同。韦伯并不认同尼采在该问题上极端情绪化的观点，也不同意尼采将神义论解读成「源自犹太教的奴隶道德之表达」的主张。
在夏洛滕堡求学期间，韦伯阅读了约翰·沃尔夫冈·冯·歌德的全部四十卷著作，这对他的方法论与思想观念产生了深远影响。对韦伯而言，歌德是德国历史上最具开创性的人物之一。韦伯曾多次在他的著作中（包括《新教伦理与资本主义精神》）援引歌德的话语，例如「选择性亲和」一词就来源于歌德一部以此为题的作品。此外，歌德对希腊词汇「daimon」（代蒙，意为「命运」）的使用也影响了韦伯，塑造了他的观点：一个人的命运是不可避免的，但可以利用经验激发求知的热情。韦伯认为，歌德本人及其笔下的浮士德，以及尼采笔下的查拉图斯特拉都是「超人」的代表，他们诠释了人类行为的优秀品质：学而不厌，孜孜无已。
韦伯人生中的另一重要思想源泉，是卡尔·马克思的著作以及当时学政两界流行的社会主义思潮。虽然韦伯认同马克思对社会冲突重要性的强调，但他并不认为这种冲突一定会摧毁社会，前提是社会中的传统价值比冲突本身更受重视。此外他还认为，社会冲突可以在不破坏既有社会体制的框架下得到解决。1932年，哲学家卡尔·洛维特将韦伯与马克思的思想进行了对比。洛维特指出，两人都关注西方资本主义的起因与后果，但视角不同：马克思从「异化」出发，而韦伯则运用「理性化」理论解读资本主义现象。韦伯也对马克思的「异化」学说进行了扩展，使得这一概念不仅仅局限于工人被异化于劳动的情境，而是被推广到知识分子与官僚的类似处境。冷战时期的学界经常将韦伯的观点解读为「资产阶级对马克思的回应」，但事实上，韦伯当时主要回应的是德意志帝国威廉时代资产阶级相关的问题。在这个背景下，韦伯的着眼点是理性与非理性之间的冲突。

## 对后世的影响
韦伯最具影响力的研究领域包括经济社会学、政治社会学和宗教社会学。他常与卡尔·马克思、埃米尔·涂尔干并称，被视为现代社会学的奠基人之一。社会科学得以发展出一种反实证主义与解释学的传统，韦伯发挥了关键作用。韦伯对政治光谱各端的学者都产生了深远影响。他对现代性及其与现代化之间张力的分析影响了一大批左翼社会理论家，如特奥多尔·阿多诺、麦克斯·霍克海默、卢卡奇·捷尔吉、尤尔根·哈贝马斯等等。在此背景下，他关于现代性与理性化的分析极大地影响了法兰克福学派的批判理论。右翼学者，如卡尔·施米特、约瑟夫·熊彼特、列奥·施特劳斯、汉斯·摩根索与雷蒙·阿隆，则强调韦伯思想的其他方面。他们重视韦伯关于民主制度中强势领导者的讨论、政治伦理与价值中立－价值相对主义之间的关系，以及如何通过政治行动抗衡官僚主义等议题。从哲学层面研究韦伯的学者，如施特劳斯、汉斯·亨里克·布鲁恩与阿尔弗雷德·舒茨，则多从欧陆哲学这一传统视角审视他的著作。

### 韦伯学派的发展
魏玛共和国时期的政局动荡与学术混乱，使得韦伯学派的发展受阻。严重的通货膨胀动摇了教授群体对议会民主的信心，抵消了韦伯个人对民主的支持。教授群体对政治的疏离感，使得悲观情绪在他们中间蔓延，许多人转而倾向于接受奥斯瓦尔德·斯宾格勒在《西方的没落》中所表达的历史观。此外，大学日益受到国家的控制和影响，形势在纳粹党上台后迅速恶化。此前占主导地位的社会学流派（以阿尔弗雷德·菲尔坎特和利奥波德·冯·维泽为代表）被支持纳粹的流派所取代。汉斯·弗赖尔与奥特马·施潘是这一嬗替的代表人物，而维尔纳·桑巴特也开始支持集体主义与纳粹主义。纳粹党崛起后，韦伯学派被德国学界边缘化。不过在此期间， 一些韦派学者选择离开德国。他们大多前往美国和英国定居，在那里继续推动韦伯思想的传播与研究。
这些韦派学者开始涉足英美学界之时，正值韦伯的著作（如《经济通史》）被译介成英文之际。美国学者塔尔科特·帕森斯于1920年代在德国求学期间阅读了韦伯与桑巴特的著作，深受其学说影响。在玛丽安妮的授权下，帕森斯在其1930年出版的《宗教社会学论文集》中发布了《新教伦理与资本主义精神》的英译本。该译本经由出版商的大幅度编辑，起初并不成功。帕森斯这部译作是他学术努力的一部分，他意在建立自己的学术社会学体系。1936年，帕森斯又出版了代表作《社会行动的结构》。在书中，帕森斯认为韦伯与涂尔干是社会学的奠基人物。然而直至二战结束，该书未能获得广泛认可。战争结束后，帕森斯又将韦伯的《经济与社会》译成《社会与经济组织理论》。随着帕森斯在学界的声望与日俱增，该译本的影响力也日渐增强。随后，其他译本陆续问世。例如赖特·米尔斯与汉斯·格尔特于1946年合作出版的《马克斯·韦伯：社会学论文集》，该书节选了韦伯的多部著作。1940年代末，爱德华·希尔斯编纂了《方法论文集》的英译本，以《社会科学方法论文集》为名出版。
随着1940年代结束，韦伯的学术声誉持续提升，得益于学界通过帕森斯的结构功能主义与米尔斯的冲突理论来解读其思想。此后的数十年间，韦伯著述的英译本不断问世，主题涵盖了法律、宗教、音乐、城市等主题。尽管这些译本都存在一些缺陷，学者们依然能够逐步为韦伯拼凑出一个较为完整的学术体系。不过，由于译本的混乱，学者们一直难以厘清各文本之间的内在联系。1968年，由玛丽安妮整理的《经济与社会》英译足本终于付梓。虽然自《马克斯·韦伯：社会学论文集》起，学界已经开始尝试在帕森斯的结构功能主义框架之外另辟蹊径解读韦伯，但真正起推动作用的是莱因哈德·本迪克斯1948年出版的《马克斯·韦伯思想肖像》、拉尔夫·达伦多夫1957年出版的《工业社会中的阶级与阶级冲突》以及约翰·雷克斯1962年出版的《社会学理论中的关键问题》，这三部著作都提供了更具政治性与历史性的视角。雷蒙·阿隆1965年出版的《社会学主要思潮》进一步丰富了帕森斯以外的社会学史观。在他的框架中，韦伯依旧是社会学的核心人物，但他与卡尔·马克思、埃米尔·涂尔干并列，成为社会学三大奠基人之一。这一观点最终在安东尼·吉登斯1971年出版的《资本主义与现代社会理论》中得到巩固。进入1970年代后期，韦伯有更多鲜为人知的著作被陆续发表。与此同时，人们持续对他的作品与思想进行批判性的评论。其中一个代表就是2000年创刊的学术期刊《马克斯·韦伯研究》（Max Weber Studies），专门致力于相关研究。

## 韦伯的著述与全集的编纂
1972年，霍斯特·拜尔提出了出版韦伯全集的构想。一年后，收录韦伯全部著作的多卷本《马克斯·韦伯全集》历史考证版开始成形。初期的编纂者包括沃尔夫冈·J·蒙森、沃尔夫冈·施鲁赫特、约翰内斯·温克尔曼、M·赖纳·莱普修斯以及霍斯特·拜尔本人。2004年蒙森去世后，甘戈尔夫·许宾格接替其职。温克尔曼、莱普修斯和拜尔也都在全集完成之前先后去世。
全集的内容按照时间顺序与主题分类相结合的方式编排，其中韦伯本人原本不打算发表的材料则完全依照时间顺序编次。各文本均采用最终定稿版本，唯独《新教伦理与资本主义精神》同时收录其初版与最终版。摩尔·西贝克出版社负责全集项目的出版工作。该项目于1981年正式向学界公布，当时发布了一份计划概要小册，学界称之为「绿色手册」。手册列出了全集系列的三大部分：「著作与演讲」「书信集」「讲稿与讲课笔记」。四年后，该项目正式进入出版阶段。整部《马克斯·韦伯全集》历史考证版最终于2020年6月告竣，共计47卷，包括两卷索引。

### 引用
1. ↑  Ritzer & Wiedenhoft Murphy 2019，第32頁.
2. ↑  Newman 2017，第175頁.
3. ↑  Kaesler 2014，第22, 144–145頁.
4. 1 2 3 4 5 6 7 8 9 10 11 12 13 14 15 16 17 18 19 20 21 22 23 24 25 26 27 28 29 30 31 32 33 34 35 36 37 38 39 40 41 42 43 44 45  Kim 2022.
5. 1 2  Radkau 2009，第5頁.
6. 1 2  Kaelber 2003，第38頁.
7. ↑  Radkau 2009，第11頁.
8. ↑  Kaesler 2014，第148–149頁.
9. ↑  Honigsheim 2017，第100頁.
10. ↑  Kaesler 1988，第2–3, 14頁.
11. ↑  Radkau 2009，第91–92頁.
12. ↑  Kaesler 2014，第68, 129–137頁.
13. ↑  Radkau 2009，第9頁.
14. ↑  Radkau 2009，第54, 62頁.
15. ↑  Kaelber 2003，第38–39頁.
16. 1 2  Ritzer 2009，第32頁.
17. ↑  Kaesler 2014，第176–178頁.
18. ↑  Radkau 2009，第561頁.
19. 1 2  Kaesler 1988，第2頁.
20. 1 2 3 4 5  McKinnon 2010，第110–112頁.
21. 1 2 3 4  Kent 1983，第297–303頁.
22. ↑  Kaesler 1988，第2–3頁.
23. ↑  Sica 2017，第24頁.
24. ↑  Kaesler 2014，第180頁.
25. 1 2  Radkau 2009，第31–33頁.
26. 1 2 3 4 5  Bendix & Roth 1977，第1–2頁.
27. ↑  Berman & Reid 2000，第223–225頁.
28. 1 2  Allan 2005，第146頁.
29. 1 2  Honigsheim 2017，第101頁.
30. ↑  Kaelber 2003，第30–33頁.
31. ↑  Kaelber 2003，第33頁.
32. 1 2 3  Honigsheim 2017，第239頁.
33. 1 2 3  Radkau 2009，第563頁.
34. ↑  Kaesler 2014，第335–341頁.
35. ↑  Radkau 2009，第72–75, 563頁.
36. ↑  Kaesler 2014，第307頁.
37. ↑  Kaelber 2003，第30頁.
38. ↑  Radkau 2009，第562–564頁.
39. ↑  Mommsen & Steinberg 1984，第2–9頁.
40. ↑  Kaelber 2003，第36頁.
41. ↑  Radkau 2009，第23頁.
42. ↑  Kaesler 2014，第191, 200–202頁.
43. ↑  Kaesler 2014，第191, 207頁.
44. 1 2  Gordon 2020，第32頁.
45. ↑  Radkau 2009，第32–33頁.
46. ↑  Kaelber 2003，第39頁.
47. ↑  Radkau 2009，第39–40, 562頁.
48. ↑  Kaelber 2003，第36–38頁.
49. 1 2 3  Radkau 2009，第564頁.
50. ↑  Kaesler 2014，第329–332, 362頁.
51. ↑  Kaelber 2003，第39–40頁.
52. 1 2  Frommer & Frommer 1993，第165頁.
53. ↑  Radkau 2009，第45頁.
54. ↑  Lengermann & Niebrugge-Brantley 1998，第193頁.
55. 1 2  Poggi 2006，第5頁.
56. ↑  Kaesler 2014，第270頁.
57. ↑  Swedberg & Agevall 2016，第370–371頁.
58. ↑  Kaesler 2014，第346頁.
59. ↑  Radkau 2009，第79–82頁.
60. ↑  Mommsen & Steinberg 1984，第54–56頁.
61. ↑  Hobsbawm 1987，第152頁.
62. ↑  Radkau 2009，第564–565頁.
63. ↑  Aldenhoff-Hübinger 2004，第148頁.
64. ↑  Craig 1988，第18頁.
65. ↑  Mommsen & Steinberg 1984，第38–39頁.
66. ↑  Kaesler 2014，第429–431頁.
67. ↑  Radkau 2009，第134–135頁.
68. ↑  Mommsen & Steinberg 1984，第123–126頁.
69. ↑  Kaesler 2014，第436–441頁.
70. ↑  Radkau 2009，第134–135, 330頁.
71. ↑  Mommsen & Steinberg 1984，第126–130頁.
72. ↑  Kaesler 2014，第455頁.
73. ↑  Honigsheim 2017，第ix–x頁.
74. ↑  Radkau 2009，第65–66頁.
75. ↑  Weber 1999，第7頁.
76. ↑  Radkau 2009，第65–69頁.
77. ↑  Frommer & Frommer 1993，第163–164頁.
78. ↑  Kaesler 2014，第472, 476–477頁.
79. 1 2 3  Radkau 2009，第143頁.
80. ↑  Kaesler 2014，第485頁.
81. ↑  Bendix & Roth 1977，第2–3頁.
82. ↑  Weber 1964，第641–642頁.
83. ↑  Radkau 2009，第170–171頁.
84. ↑  Roth 1976，第306–318頁.
85. ↑  Scott 2019，第21, 41頁.
86. 1 2 3 4  Bendix & Roth 1977，第49–50頁.
87. 1 2 3  Weber 1999，第8頁.
88. 1 2  Roth 2005，第82–83頁.
89. 1 2  Scaff 2011，第11–24頁.
90. ↑  Smith 2019，第96頁.
91. ↑  Radkau 2009，第296–299頁.
92. 1 2  Honigsheim 2017，第24–25頁.
93. ↑  Scaff 2011，第117–119頁.
94. ↑  Smith 2019，第96–97頁.
95. ↑  Scaff 2011，第12–14頁.
96. ↑  Smith 2019，第97–100頁.
97. 1 2 3 4  Bendix & Roth 1977，第3頁.
98. ↑  Radkau 2009，第279–280, 566頁.
99. ↑  Radkau 2009，第233頁.
100. ↑  Weber 1997，第3–4頁.
101. ↑  Turner 2001b，第16401頁.
102. ↑  Radkau 2009，第233–234頁.
103. ↑  Radkau 2009，第233–235頁.
104. ↑  Mommsen 1997，第1–2頁.
105. ↑  Weber 1997，第2頁.
106. ↑  Radkau 2009，第234–236頁.
107. ↑  Weber 1997，第1–2頁.
108. ↑  Radkau 2009，第235–236頁.
109. ↑  Mommsen 1997，第6–7頁.
110. ↑  Radkau 2009，第237–239頁.
111. ↑  Radkau 2009，第239–241頁.
112. 1 2  Radkau 2009，第277頁.
113. ↑  Kaesler 2014，第653, 654–655頁.
114. ↑  Kaesler 2014，第653–654頁.
115. ↑  Swedberg & Agevall 2016.
116. ↑  Kaesler 2014，第654頁.
117. ↑  Swedberg & Agevall 2016，第85頁.
118. ↑  Kaesler 2014，第652–655頁.
119. 1 2 3 4  Kaesler 2014，第654–655頁.
120. 1 2  Turner 2001b，第16401–16402頁.
121. ↑  Radkau 2009，第343–344, 360頁.
122. ↑  Lepsius 2004，第11–14頁.
123. 1 2  Whimster 2016，第8頁.
124. ↑  Radkau 2009，第358, 280頁.
125. 1 2  Löwy & Varikas 2022，第94頁.
126. ↑  Whimster 2016，第18–20頁.
127. ↑  Radkau 2009，第383–385頁.
128. 1 2  Löwy & Varikas 2022，第100頁.
129. 1 2  Radkau 2009，第358, 280–283頁.
130. ↑  Whimster 2016，第8–9頁.
131. ↑  Kaesler 1988，第18頁.
132. ↑  Radkau 2009，第454–456頁.
133. ↑  Mommsen & Steinberg 1984，第196–198頁.
134. ↑  Kaesler 1988，第18–19頁.
135. ↑  Weber & Turner 2014，第22–23頁.
136. ↑  Bruhns 2018，第37–44頁.
137. ↑  Craig 1988，第19–20頁.
138. ↑  Bruhns 2018，第40, 43–44頁.
139. ↑  Craig 1988，第20頁.
140. 1 2  Radkau 2009，第527–528頁.
141. ↑  Kaesler 2014，第740–741頁.
142. ↑  Radkau 2009，第483–487頁.
143. ↑  Levy 2016，第87–89頁.
144. 1 2 3  Kaesler 2014，第747–748頁.
145. ↑  Radkau 2009，第483–486頁.
146. ↑  Levy 2016，第87–90頁.
147. ↑  Radkau 2009，第486–487頁.
148. ↑  Levy 2016，第90–91頁.
149. ↑  Radkau 2009，第485–487頁.
150. ↑  Levy 2016，第89–91頁.
151. ↑  Kaesler 2014，第749–751頁.
152. 1 2 3  Radkau 2009，第487–491頁.
153. ↑  Weber 2004，第xix頁.
154. ↑  Gane 2002，第53頁.
155. 1 2  Weber 2004，第xxv–xxix頁.
156. 1 2  Tribe 2018，第130–133頁.
157. ↑  Demm 2017，第64, 82–83頁.
158. ↑  Radkau 2009，第521–522頁.
159. ↑  Demm 2017，第83–84頁.
160. ↑  Demm 2017，第64, 82–85頁.
161. ↑  Lepsius 2004，第21頁.
162. ↑  Mommsen & Steinberg 1984，第303–308頁.
163. ↑  Radkau 2009，第513–514頁.
164. ↑  Kaesler 2014，第866–870頁.
165. ↑  Radkau 2009，第511–512頁.
166. ↑  Radkau 2009，第505–508頁.
167. ↑  Zitiert nach: Wolfgang J. Mommsen: Max Weber und die deutsche Politik 1890–1920. Zweite Auflage. Mohr (Siebeck), Tübingen 1974, S. 328.
168. ↑  Mommsen & Steinberg 1984，第301–302頁.
169. ↑  Kaesler 1988，第22頁.
170. ↑  Kaesler 2014，第882頁.
171. ↑  Radkau 2009，第500–504頁.
172. ↑  Waters & Waters 2015a，第22頁.
173. ↑  Radkau 2009，第500–503頁.
174. ↑  Waters & Waters 2015a，第20頁.
175. ↑  Mommsen 1997，第16頁.
176. ↑  Waters & Waters 2015a，第20, 22頁.
177. ↑  Kaesler 2014，第868–869頁.
178. ↑  Honigsheim 2017，第246頁.
179. 1 2  Weber 2004，第xxxiv–xxxv頁.
180. 1 2  Radkau 2009，第514–515頁.
181. 1 2 3  Swedberg & Agevall 2016，第259–260頁.
182. 1 2 3  Radkau 2009，第514–518頁.
183. 1 2 3  Weber 2004，第xxxiv–xxxviii頁.
184. 1 2  Gane 2002，第64–65頁.
185. ↑  Radkau 2009，第542–543頁.
186. ↑  Kaesler 2014，第883頁.
187. ↑  Radkau 2009，第543頁.
188. ↑  Kaesler 2014，第884–887頁.
189. ↑  Radkau 2009，第514, 570頁.
190. ↑  Radkau 2009，第491–492頁.
191. ↑  Kaesler 2014，第761–764頁.
192. ↑  Radkau 2009，第529, 570頁.
193. ↑  Kaesler 2014，第839–841頁.
194. ↑  Weber 2023，第ix–xi頁.
195. ↑  Kaesler 2014，第904–906頁.
196. ↑  Mommsen & Steinberg 1984，第327–328頁.
197. ↑  Radkau 2009，第509–510頁.
198. ↑  Kaesler 2014，第893–895頁.
199. 1 2 3 4  Kaesler 2014，第906–907頁.
200. 1 2 3 4  Spengler & Hughes 1991，第xv–xvi頁.
201. 1 2  Farrenkopf 1992，第1頁.
202. 1 2  Weber 1964，第554–555頁.
203. ↑  Kaesler 2014，第921–922頁.
204. ↑  Radkau 2009，第539, 541–542頁.
205. ↑  Radkau 2009，第542, 547–548頁.
206. ↑  Kaesler 2014，第921–923頁.
207. ↑  Radkau 2009，第544頁.
208. ↑  Kaesler 2014，第923頁.
209. ↑  Radkau 2009，第545–446頁.
210. 1 2 3 4 5 6  Hanke 2009，第349–350頁.
211. ↑  Radkau 2009，第545–546頁.
212. ↑  Kaesler 2014，第16–19頁.
213. ↑  Radkau 2009，第549–550頁.
214. 1 2 3 4 5 6  Roth 2016，第250–253頁.
215. 1 2 3 4  Whimster 2023，第82頁.
216. ↑  Hanke 2009，第355–357頁.
217. ↑  Radkau 2009，第178頁.
218. ↑  Kaesler 2014，第40頁.
219. 1 2  Swedberg & Agevall 2016，第313頁.
220. ↑  Albrow 1990，第137頁.
221. ↑  Rhoads 2021，第132頁.
222. ↑  Swedberg & Agevall 2016，第313–315頁.
223. 1 2 3  Sibeon 2012，第37–38頁.
224. ↑  Allan 2005，第144–148頁.
225. ↑  Weber 2012，第119, 138頁.
226. 1 2 3  Ritzer 2009，第31頁.
227. ↑  Weber 2011，第7–32頁.
228. 1 2 3 4 5 6 7  Heath 2024.
229. 1 2  Swedberg & Agevall 2016，第356–357頁.
230. ↑  Rhoads 2021，第132–133頁.
231. ↑  Swedberg & Agevall 2016，第228–230頁.
232. ↑  Kaesler 1988，第187頁.
233. 1 2 3 4  Beiser 2011，第551–552頁.
234. ↑  Swedberg & Agevall 2016，第15–16頁.
235. ↑  Beiser 2011，第525–528頁.
236. ↑  Beiser 2011，第527–529, 546頁.
237. ↑  Allan 2005，第153頁.
238. 1 2  Allan 2005，第148頁.
239. 1 2 3 4  Kaesler 1988，第184–187頁.
240. 1 2 3 4 5  Swedberg & Agevall 2016，第365頁.
241. 1 2  Kaesler 1988，第185–189頁.
242. 1 2  Swedberg & Agevall 2016，第364–365頁.
243. 1 2  Aldenhoff-Hübinger 2004，第144頁.
244. ↑  Beiser 2011，第551–553頁.
245. 1 2 3 4  Swedberg & Agevall 2016，第211–212頁.
246. ↑  Maclachlan 2017，第1163–1164頁.
247. ↑  Callison 2022，第276頁.
248. ↑  Swedberg & Agevall 2016，第211頁.
249. 1 2 3 4 5 6 7 8  Swedberg & Agevall 2016，第156頁.
250. ↑  Kaesler 1988，第180頁.
251. ↑  Albrow 1990，第153頁.
252. 1 2  Albrow 1990，第151頁.
253. 1 2  Swedberg & Agevall 2016，第157頁.
254. ↑  Kaesler 1988，第180–183頁.
255. ↑  Albrow 1990，第157頁.
256. ↑  Kaesler 1988，第182頁.
257. ↑  Albrow 1990，第152頁.
258. ↑  Albrow 1990，第154頁.
259. 1 2 3 4  Swedberg & Agevall 2016，第364頁.
260. ↑  Albrow 1990，第234頁.
261. 1 2  Kaesler 1988，第192–193頁.
262. ↑  Albrow 1990，第243–244頁.
263. ↑  Kaesler 1988，第184–185頁.
264. 1 2  Albrow 1990，第232頁.
265. ↑  Swedberg & Agevall 2016，第367頁.
266. ↑  Kaesler 1988，第188–189頁.
267. ↑  Ritzer 2009，第30頁.
268. 1 2  Allan 2005，第151頁.
269. ↑  Gane 2002，第24–26頁.
270. 1 2  Ritzer 2009，第38–42頁.
271. ↑  Allan 2005，第177頁.
272. 1 2 3  Radkau 2009，第191–192頁.
273. ↑  Bendix & Roth 1977，第57–61頁.
274. 1 2  Allan 2005，第162頁.
275. 1 2 3  Radkau 2009，第186–190頁.
276. 1 2 3  Weber 2013，第124頁.
277. 1 2 3  Baehr 2001，第153–154頁.
278. 1 2 3  Habermas 1990，第1–2頁.
279. 1 2  Weber 2004，第l–li頁.
280. 1 2  Gane 2002，第23–26頁.
281. 1 2 3  Macionis 2012，第88頁.
282. ↑  Radkau 2009，第187–189頁.
283. 1 2  Boehmer 2001，第277–278頁.
284. ↑  Kaesler 2014，第70頁.
285. 1 2  Radkau 2009，第367–368頁.
286. ↑  Kaesler 2014，第702–703頁.
287. ↑  Kaesler 2014，第703–704頁.
288. ↑  Gane 2002，第16–23頁.
289. ↑  Swedberg & Agevall 2016，第86–87頁.
290. 1 2 3 4  Gane 2002，第16–17頁.
291. ↑  Allan 2005，第154–156頁.
292. ↑  Allan 2005，第157–158頁.
293. 1 2 3  Allan 2005，第151–152頁.
294. ↑  Gane 2002，第17–23頁.
295. ↑  Gane 2002，第21–23頁.
296. ↑  韦伯 2018，前言第15页.
297. ↑  Weber 1999，第22–23頁.
298. 1 2 3  Ritzer 2009，第35–37頁.
299. ↑  Bendix & Roth 1977，第57–59頁.
300. ↑  Radkau 2009，第96, 193頁.
301. ↑  Bendix & Roth 1977，第63–64頁.
302. 1 2  Weber 2013，第xviii頁.
303. ↑  Weber 2013，第xxxii–xxxiii頁.
304. ↑  Turner 2001b，第16403頁.
305. ↑  Radkau 2009，第195–197頁.
306. ↑  Weber 2013，第xlvii–l頁.
307. ↑  Bendix & Roth 1977，第57頁.
308. 1 2  Bendix & Roth 1977，第55–58頁.
309. ↑  Weber 2013，第xxviii頁.
310. ↑  Bendix & Roth 1977，第60–61頁.
311. ↑  Weber 2013，第xxx頁.
312. ↑  Bendix & Roth 1977，第60–63頁.
313. ↑  Swedberg & Agevall 2016，第10–12頁.
314. ↑  Weber 2013，第xviii, xxxii–xxxiii頁.
315. ↑  Allan 2005，第162–163頁.
316. ↑  Bendix & Roth 1977，第58–61頁.
317. 1 2 3  Swedberg & Agevall 2016，第94–96頁.
318. ↑  Schluchter 2018，第87–89頁.
319. 1 2  Bellah 1999，第280頁.
320. 1 2 3  Bendix & Roth 1977，第285頁.
321. ↑  Allan 2005，第154–155頁.
322. ↑  Allan 2005，第158頁.
323. ↑  Bendix & Roth 1977，第114–116頁.
324. ↑  Radkau 2009，第477–478頁.
325. ↑  Whimster 2007，第134–135, 212頁.
326. ↑  Bendix & Roth 1977，第98–99頁.
327. ↑  Schluchter 2014，第12–13頁.
328. 1 2 3 4 5  Bendix & Roth 1977，第135–141頁.
329. ↑  Whimster 2007，第134–135頁.
330. 1 2 3  Schluchter 2014，第19頁.
331. 1 2  Ritzer 2009，第37–38頁.
332. ↑  Whimster 2007，第188頁.
333. ↑  Schluchter 2014，第23–25頁.
334. ↑  Bendix & Roth 1977，第142–158頁.
335. ↑  Schluchter 2018，第98–99頁.
336. ↑  Thapar 2018，第123–125頁.
337. ↑  Kalberg 2017，第238–240頁.
338. 1 2  Ritzer 2009，第35頁.
339. ↑  Gellner 1982，第535–537頁.
340. 1 2  Kalberg 2017，第240頁.
341. ↑  Weber & Turner 2014，第396頁.
342. 1 2 3 4  Bendix & Roth 1977，第198–199頁.
343. ↑  Schluchter 2018，第101–102頁.
344. ↑  Schluchter 2018，第92–93頁.
345. ↑  Bendix & Roth 1977，第90, 198–199頁.
346. ↑  Schluchter 2018，第98頁.
347. ↑  Schluchter 2018，第96–97頁.
348. ↑  Kalberg 2017，第237頁.
349. 1 2 3 4  Bendix & Roth 1977，第200–201頁.
350. 1 2  Kaesler 1988，第127頁.
351. ↑  Bendix & Roth 1977，第204–205頁.
352. ↑  Radkau 2009，第444–446頁.
353. ↑  Kaesler 1988，第127–130頁.
354. ↑  Bendix & Roth 1977，第225頁.
355. ↑  Adair-Toteff 2013，第87–90頁.
356. ↑  Swedberg & Agevall 2016，第348–349頁.
357. 1 2  Turner 1996，第149頁.
358. ↑  Adair-Toteff 2013，第87–88頁.
359. ↑  Adair-Toteff 2013，第88–90頁.
360. ↑  Turner 1996，第149–158頁.
361. ↑  Adair-Toteff 2013，第88–89頁.
362. ↑  Swedberg & Agevall 2016，第347頁.
363. 1 2  Adair-Toteff 2013，第99–102頁.
364. ↑  Turner 1996，第158頁.
365. ↑  Adair-Toteff 2013，第94–97頁.
366. ↑  Turner 1996，第147–148頁.
367. 1 2 3 4  Swedberg & Agevall 2016，第347–348頁.
368. ↑  Turner 1996，第163–164頁.
369. 1 2  Plye & Davidson 1998，第498–499頁.
370. ↑  Turner 1996，第164–165頁.
371. ↑  Turner 1996，第163–165頁.
372. 1 2  Weber 2004，第34頁.
373. 1 2  Warner 1991，第9–10頁.
374. ↑  Palonen 2011，第104–105頁.
375. ↑  Weber 2004，第xli頁.
376. 1 2  Swedberg & Agevall 2016，第121–123頁.
377. ↑  Marlin 2002，第155頁.
378. 1 2  Radkau 2009，第515–516頁.
379. 1 2  Marlin 2002，第155–156頁.
380. ↑  Bendix & Roth 1977，第294–296頁.
381. ↑  Bendix & Roth 1977，第296頁.
382. ↑  Swedberg & Agevall 2016，第88頁.
383. 1 2  Swedberg & Agevall 2016，第34–35頁.
384. 1 2  Ritzer 2009，第37–41頁.
385. ↑  Bendix & Roth 1977，第303–305頁.
386. ↑  Swedberg & Agevall 2016，第352–353頁.
387. 1 2  Bendix & Roth 1977，第294–295頁.
388. 1 2  Swedberg & Agevall 2016，第246–248頁.
389. ↑  Bendix & Roth 1977，第330–334頁.
390. ↑  Bendix & Roth 1977，第334–340頁.
391. ↑  Swedberg & Agevall 2016，第187–188頁.
392. ↑  Bendix & Roth 1977，第294頁.
393. ↑  Bendix & Roth 1977，第387–388頁.
394. 1 2 3  Swedberg & Agevall 2016，第20頁.
395. 1 2  Swedberg & Agevall 2016，第20–21頁.
396. ↑  Bendix & Roth 1977，第430頁.
397. 1 2 3  Swedberg & Agevall 2016，第21頁.
398. ↑  Bendix & Roth 1977，第426–427頁.
399. ↑  Bendix & Roth 1977，第427–428頁.
400. ↑  Swedberg & Agevall 2016，第18–21頁.
401. 1 2  Bendix & Roth 1977，第424頁.
402. 1 2  Allan 2005，第173–174頁.
403. ↑  Allan 2005，第172–173頁.
404. ↑  Swedberg & Agevall 2016，第21–22頁.
405. ↑  Ritzer 2005，第55頁.
406. 1 2 3 4 5  Weber 2015b，第37–40頁.
407. 1 2  Parkin 2013，第90頁.
408. 1 2  Bendix & Roth 1977，第85–87頁.
409. 1 2  Parkin 2013，第96–97頁.
410. ↑  Parkin 2013，第91–96頁.
411. ↑  Weber 2015b，第37–58頁.
412. ↑  Parkin 2013，第92–93, 98頁.
413. 1 2  Parkin 2013，第104–108頁.
414. ↑  Swedberg & Agevall 2016，第246頁.
415. ↑  Bendix & Roth 1977.
416. 1 2  Waters & Waters 2016，第1–2頁.
417. ↑  Swedberg & Agevall 2016，第41–42, 192頁.
418. ↑  Waters & Waters 2016，第2–3頁.
419. ↑  Weber 2004，第xii–xxxiii頁.
420. ↑  Radkau 2009，第487, 514頁.
421. ↑  Weber 2004，第xxx–xxxii頁.
422. ↑  Gane 2002，第45–49頁.
423. ↑  Tribe 2018，第131–132頁.
424. ↑  Weber 2004，第93–94頁.
425. ↑  Radkau 2009，第517–518頁.
426. ↑  Zubaida 2005–2006，第112頁.
427. ↑  Kaesler 1988，第42–43頁.
428. ↑  Bendix & Roth 1977，第70–73頁.
429. ↑  Bendix & Roth 1977，第72–79頁.
430. ↑  Zubaida 2005–2006，第112–113頁.
431. ↑  Swedberg & Agevall 2016，第88–89頁.
432. ↑  Kaesler 1988，第44–46頁.
433. ↑  Bendix & Roth 1977，第75–76頁.
434. 1 2  Petersen 2017，第29頁.
435. ↑  Baehr 2002，第22–23頁.
436. 1 2  Turner 2001b，第16406頁.
437. ↑  Swedberg 1999，第561–582頁.
438. ↑  Beiser 2011，第525–527頁.
439. ↑  Maclachlan 2017，第1161–1163頁.
440. 1 2  Radkau 2009，第138頁.
441. ↑  Swedberg & Agevall 2016，第103頁.
442. 1 2 3 4 5 6  Swedberg & Agevall 2016，第105–106頁.
443. ↑  Weber 2023，第39–40頁.
444. ↑  Weber 2023，第viii–ix, 74頁.
445. ↑  Swedberg & Agevall 2016，第74–76頁.
446. ↑  Weber 2023，第viii–ix頁.
447. ↑  Weber 2023，第141–142頁.
448. ↑  Weber 2023，第335頁.
449. ↑  Weber 2023，第448–449頁.
450. ↑  Swedberg & Agevall 2016，第105頁.
451. ↑  Weber 2023，第1–2頁.
452. ↑  Swedberg & Agevall 2016，第109, 393頁.
453. 1 2  Swedberg & Agevall 2016，第109頁.
454. ↑  Weber 2023，第ix, 36–37頁.
455. ↑  Swedberg & Agevall 2016，第106–107頁.
456. ↑  Weber 2023，第ix頁.
457. ↑  Schweitzer 1975，第279–292頁.
458. ↑  Swedberg 1999，第564–568頁.
459. ↑  Parsons 2007，第236–237頁.
460. 1 2  Honigsheim 2017，第187–188頁.
461. ↑  Mass 2009，第507–511頁.
462. ↑  Swedberg 1999，第564頁.
463. 1 2  Mass 2009，第509–511頁.
464. 1 2 3  Swedberg & Agevall 2016，第227頁.
465. ↑  Parsons 2007，第235–238頁.
466. ↑  Carruthers & Espeland 1991，第31–34頁.
467. ↑  Swedberg & Agevall 2016，第24–25頁.
468. ↑  Tribe 2009，第157–158頁.
469. 1 2 3  Swedberg & Agevall 2016，第199頁.
470. ↑  Tribe 2009，第143–147頁.
471. 1 2  Cat 2023.
472. ↑  Tribe 2009，第158–159頁.
473. ↑  Callison 2022，第281–282頁.
474. ↑  Tribe 2009，第157–159頁.
475. ↑  Tribe 2009，第142頁.
476. ↑  Maclachlan 2017，第1166頁.
477. ↑  Kolev 2020，第44頁.
478. ↑  Callison 2022，第275–276頁.
479. 1 2  Barker 1980，第224–225頁.
480. ↑  Eliaeson 1990，第17–18頁.
481. ↑  Barker 1980，第241–242頁.
482. ↑  Frisby 2002，第46頁.
483. ↑  Turner 2011，第85–86頁.
484. ↑  Albrow 1990，第47–50頁.
485. 1 2 3  Turner 2011，第77頁.
486. 1 2  Radkau 2009，第167頁.
487. ↑  Kent 1983，第301–302頁.
488. ↑  Tribe 2018，第134頁.
489. 1 2  Kent 1983，第301–304頁.
490. ↑  McKinnon 2010，第110–111頁.
491. ↑  Kent 1983，第308頁.
492. ↑  Scaff 1989，第68頁.
493. ↑  Albrow 1990，第70頁.
494. ↑  Sahni 2001，第424頁.
495. ↑  Sahni 2001，第423–424頁.
496. ↑  Mayer 1975，第710–711頁.
497. ↑  Löwith & Turner 1993，第34頁.
498. ↑  Albrow 1990，第108頁.
499. ↑  Albrow 1990，第106–109頁.
500. ↑  Löwith & Turner 1993，第34–35, 62頁.
501. 1 2  Scott 2019，第183–184頁.
502. ↑  Rhoads 2021，第40頁.
503. ↑  Löwy 1996，第431–441頁.
504. 1 2  Celikates & Flynn 2023.
505. ↑  Löwy 1996，第438–439頁.
506. ↑  Turner 2007，第39頁.
507. 1 2  Scott 2019，第179頁.
508. 1 2  Turner 2001a，第16408頁.
509. 1 2  Scott 2019，第179–180頁.
510. ↑  Scott 2019，第180頁.
511. ↑  Derman 2012，第35–36頁.
512. ↑  Scott 2019，第180–182頁.
513. ↑  Turner 2001a，第16409頁.
514. ↑  Oakes & Vidich 1999，第404–405頁.
515. 1 2 3  Scott 2019，第182–183頁.
516. ↑  Turner 2001a，第16409–16410頁.
517. ↑  Smith 2019，第101頁.
518. ↑  Hanke, Hübinger & Schwentker 2012，第65–70頁.
519. ↑  Lichtblau 2022，第74–76頁.
520. ↑  Lichtblau 2022，第79–81頁.
521. ↑  Hanke, Hübinger & Schwentker 2012，第77–79頁.
522. ↑  Lichtblau 2022，第74, 79頁.
523. ↑  Adair-Toteff 2014，第117頁.
524. ↑  Hanke, Hübinger & Schwentker 2012，第84頁.
525. ↑  Hanke, Hübinger & Schwentker 2012，第90–91頁.
526. 1 2  Lichtblau 2022，第74–75頁.
527. ↑  Adair-Toteff 2014，第113頁.

## 延伸閱讀
- 顧忠華. . 中国桂林: 廣西師範大學出版社. 2004. ISBN 9787563346714 （中文（中国大陆））.
- 高承恕. . 臺灣: 聯經出版事業公司. 1988. ISBN 9789570802207 （中文（臺灣））.。
- 陳曉林. . 臺灣: 時報出版公司. 1987. OCLC 1462455716 （中文（臺灣））.
- Korotayev, A.; Malkov, A.; Khaltourina, D. . . Moscow: URSS. 2006  [2025-06-25]. ISBN 978-5-484-00414-0. （原始内容存档于2018-01-05） （英语）.
- Roth, Guenther. . J.C.B. Mohr (Paul Siebeck). 2001. ISBN 978-3-16-147557-3 （德语）.
- Weber, Marianne. . New Brunswick. ISBN 978-0-471-92333-6 （英语）.
- Swedberg, Richard. . Princeton: Princeton University Press. ISBN 978-0-691-07013-1 （英语）.
- Radkau, Joachim. . 2009-03. ISBN 978-0-745-64147-8 （英语）.

.

## 外部連結
韋伯的著作：
- Max Weber-Gesamtausgabe: collected works, in German; homepage （页面存档备份，存于）
- 互联网档案馆中马克斯·韦伯的作品或与之相关的作品
- 來自马克斯·韦伯的LibriVox公共領域有聲讀物
- Large collection of the German original texts （页面存档备份，存于）
- A collection of English translations
- Max Weber Reference Archive （页面存档备份，存于）
- Max Weber, On Politics （页面存档备份，存于） (1919)
- Large collection of the German original texts
- A comprehensive collection of English translations and secondary literature
- Notes on several of Weber's works, merged into one text file
- Max weber aphorisms （页面存档备份，存于）

有關韋伯的傳記：
- 韋伯傳（Max Weber, 1864-1920）
- 韋伯的「理想型」概念
- 韋伯其人（Max Weber – The person）
- 「理想型」概念

有關韋伯的學說：
- 石元康：《韋伯的比較宗教學：新教、儒教與資本主義》（页面存档备份，存于）
- 高承恕：《從對馬斯·韋伯（MAX WEBER）的再詮釋談社會史研究與社會學的關聯 》（页面存档备份，存于）
- 李钧鹏：《马克斯·韦伯与行动理论：对新教伦理命题的考察》（页面存档备份，存于）
- 張旭東：《韋伯的立場：市民階級價值主體的内在矛盾》（页面存档备份，存于）（2005）
- 張旭東：《韋伯與文化政治》（页面存档备份，存于）（2009）
- 田辰山：《韦伯理论的局限及其在中国的误用》（页面存档备份，存于）
- 富永健一：《马克斯·韦伯论中国和日本的现代化》（页面存档备份，存于）